# Engelskspråkig litteratur
Denna artikel fokuserar på engelskspråkig litteratur snarare än på litteraturen i England, varför den omfattar författare även från Skottland, Wales, och hela Irland, liksom litteratur på engelska från länder i det forna brittiska imperiet, inklusive USA. Men fram till början av 1800-talet, handlar den bara om litteraturen i Storbritannien och Irland. Den omfattar inte litteratur skriven på andra språk i Storbritannien.

## Fornengelsk litteratur: omkring 450–1066

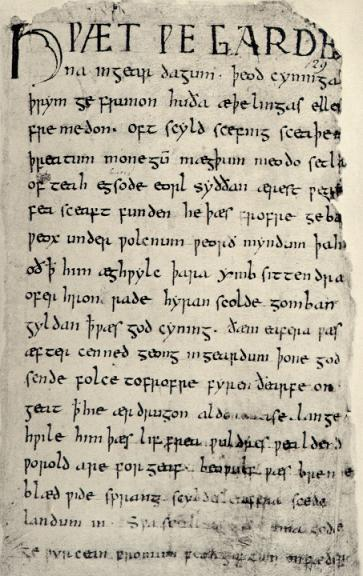
Förstasidan av Beowulf från Nowellkodexen (Cotton Vitellius A.x.v. 129 r.)

Till litteratur på engelska räknas den litteratur som är skriven efter att saxarna och andra germanska stammar hade bosatt sig i England (jutar och angler) cirka år 450 och romarna hade dragit sig tillbaka. Perioden för den fornengelska litteraturen anses upphöra strax efter normandernas erövring av England år 1066. Den litteratur som producerades under denna period inkluderar episk poesi, hagiografi, predikningar, Bibelöversättningar, juridiska verk, krönikor och gåtor. Allt som allt finns det cirka 400 handskrifter bevarade från perioden.
Den muntliga traditionen var mycket stark i tidig engelsk kultur och de flesta litterära verk skrevs för att framföras muntligt. Episka dikter var mycket populära, och några, däribland Beowulf, har överlevt till i dag. Beowulf är det mest kända verket i äldre engelska, och har uppnått status som nationalepos i England, trots att handlingen utspelar sig i Skandinavien. Den enda bevarade handskriften som innehåller verket är Nowellkodexen, vars exakta datering är oklar, men de flesta uppskattningar placerar den omkring år 1000. Verket anses ha skrivits någon gång mellan 700-talet och början av 1000-talet.
Nästan alla anglosaxiska författare är okända. Tolv är kända till namnet från medeltida källor, men endast fyra av dessa går med någon säkerhet att koppla samman med sina verk: Cædmon, Beda, Alfred den store, och Cynewulf. Cædmon är den tidigaste engelske poet vars namn är känt, och hans enda kända överlevande verk Cædmon Psalm är troligen från slutet av 600-talet. Dikten är ett av de tidigaste exemplen på fornengelska och är, tillsammans med runskrifterna på Ruthwell-korset och Franks Casket, en av tre kandidater till att vara det tidigaste bevarade exemplet på fornengelsk poesi. Dikten är också ett av de tidigaste kända exemplen på längre poesi på ett germanskt språk.
Antiken var inte bortglömd i det anglosaxiska England, och flera fornengelska dikter är versioner av senantika filosofiska texter. Den längsta är Kung Alfreds (849–899) översättning av Boethius’ Tröst i Filosofi.

## Tidig engelsk litteratur: omkring 1066–1400
Normandernas erövring av England efter slaget vid Hastings år 1066 innebar en brytpunkt vad gäller språkets utveckling på ön. Från att folket tidigare hade talat en variant av tyska, kom normandernas franska att alltmer tränga ut och påverka de lokala dialekterna. Den krocken ledde till uppkomsten av ett språk som i dag benämns fornengelska. Den anglosaxiske kungen Alfred den store bidrog till språkutvecklingen genom att förespråka skapandet av ett fornengelskt skriftspråk, och han lät översätta flera latinska texter. Språket som talades vid hans hov kom att bli något av ett standardspråk för de olika dialekterna. Man började skriva poesi och översatte vetenskapliga och teologiska verk till fornengelska.
År 1140 publicerade benediktinermunken Geoffrey av Monmouth en historieskildring av England, inklusive flera redan spridda myter. Mest livaktig av dessa var den redan då existerande historien om kung Arthur som har omtolkats och återberättats i flera versioner.
Omkring år 1343 föddes författaren, filosofen, diplomaten och poeten Geoffrey Chaucer. Han var inspirerad av italiensk diktning, såsom de av Petrarca och Boccaccio. Hans eget verk, Canterburysägner, var skrivet i samma stil och anses vara en milstolpe inom den engelskspråkiga litteraturen. I och med detta verk kom man att överge den tidigare förhärskande allittererade versen och övergå till rimmad vers. Vissa anser till och med att Canterburysägner var det första verket skrivet på engelska.

## Medelengelsk litteratur: omkring 1100–1500

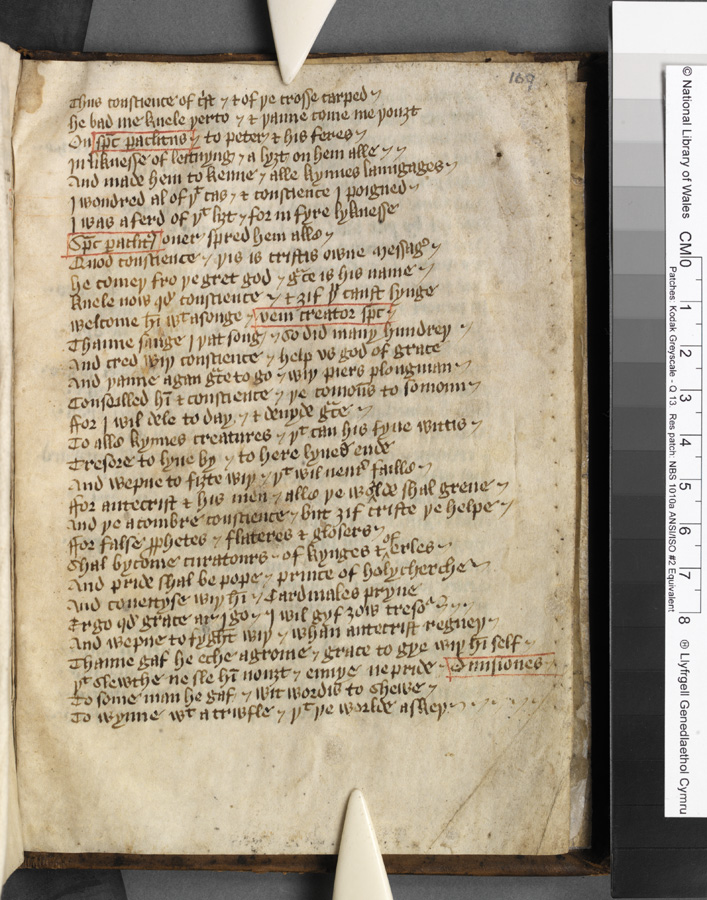
Piers Ploughman från ett 1300-talsmanuskript.

Medelengelska bibelöversättningar, i synnerhet Wycliffes Bibel, hjälpte till att etablera engelska som ett litterärt språk. Wycliffes Bibel är det namn som nu ges till en grupp av bibelöversättningar på medelengelska gjorda under ledning av eller på initiativ av John Wycliffe. Dessa publicerades ungefär mellan åren 1382 och 1395. Dessa bibelöversättningar var den huvudsakliga inspirationen och orsaken till Lollard-rörelsen, en för-reformationsrörelse som förkastade många av lärdomarna från den romersk-katolska kyrkan.

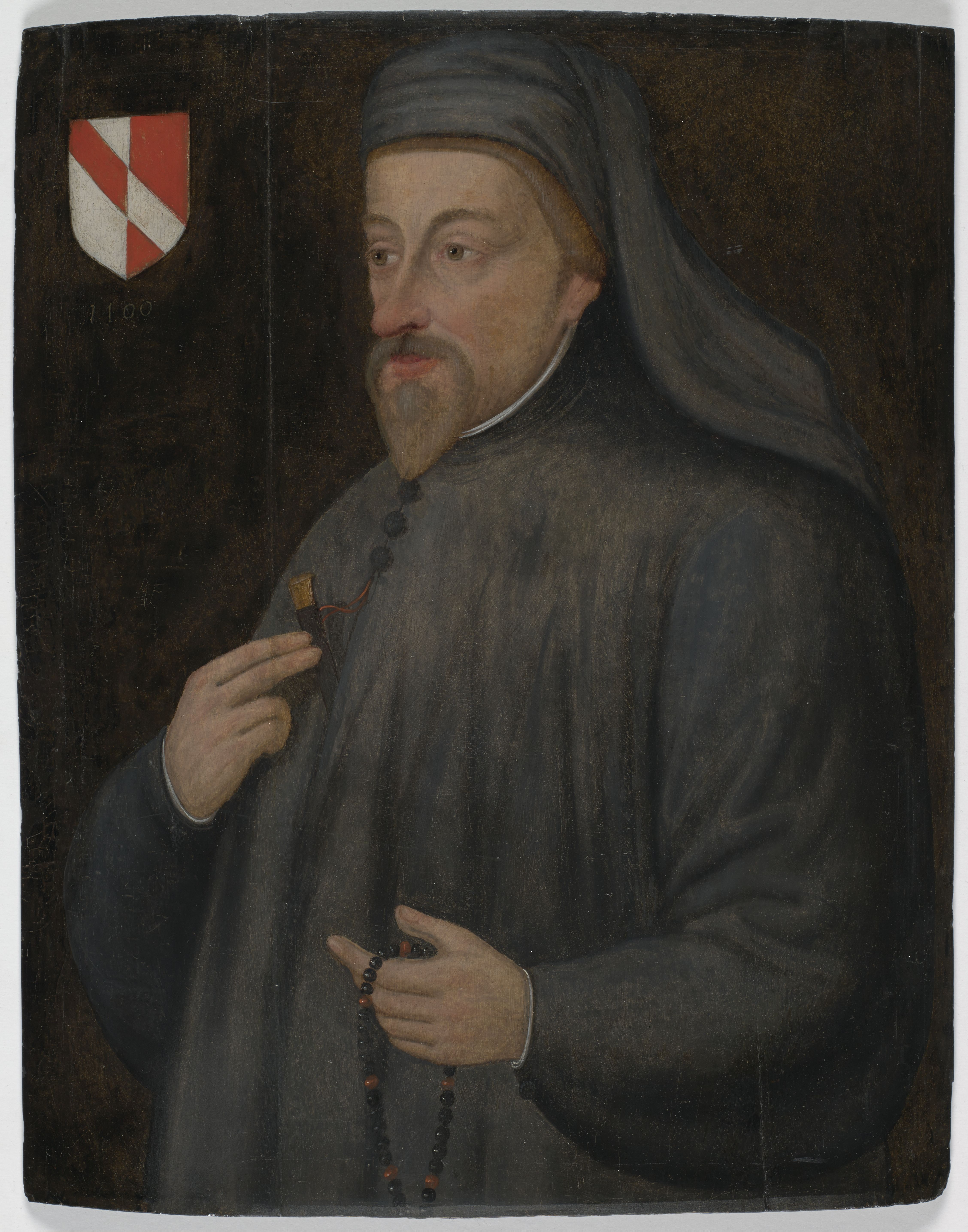
Geoffrey Chaucer, cirka 1343–1400.

Medelengelskan varade fram till ungefär 1470-talet, när Chancery Standard, en London-baserad form av engelska, bredde ut sig och tryckpressen bidrog till att standardisera språket. Geoffrey Chaucer var en betydande person för utvecklingen av medelengelskan som folkmål, vid en tid då det dominerande litterära språket i England fortfarande var franska och latin.
Under 1300-talet skapades också  betydande religiösa verk av bland andra Julian av Norwich (omkring 1342–1416) och Richard Rolle. Julians Uppenbarelser av den gudomliga kärleken (Revelations of Divine Love, cirka 1393) tros vara den första publicerade boken skriven av en kvinna på engelska.
Ett viktigt verk från 1400-talet är Morte D’Arthur av Sir Thomas Malory; ett verk som trycktes av William Caxton år 1485. Verket är en sammanställning av några franska och engelska kärleksromaner som handlar om kung Arthur-legenden, och det var bland de tidigaste böckerna som trycktes i England. Boken var populär och inflytelserik i det senare återupplivandet av intresset för legenden om kung Artur.

### Den medeltida teatern
Under medeltiden kan dramer på de lokala språken i Europa ha kommit från iscensättningar av liturgin. Mysteriespel presenterades på trappor framför katedraler eller av kringvandrande skådespelare på helgonfestdagar. Mirakel- och mysteriespel, tillsammans med moraliteter (eller "interludier"), utvecklades senare till mer avancerade former av drama, sådana som man kunde se på de elisabetanska scenerna. 

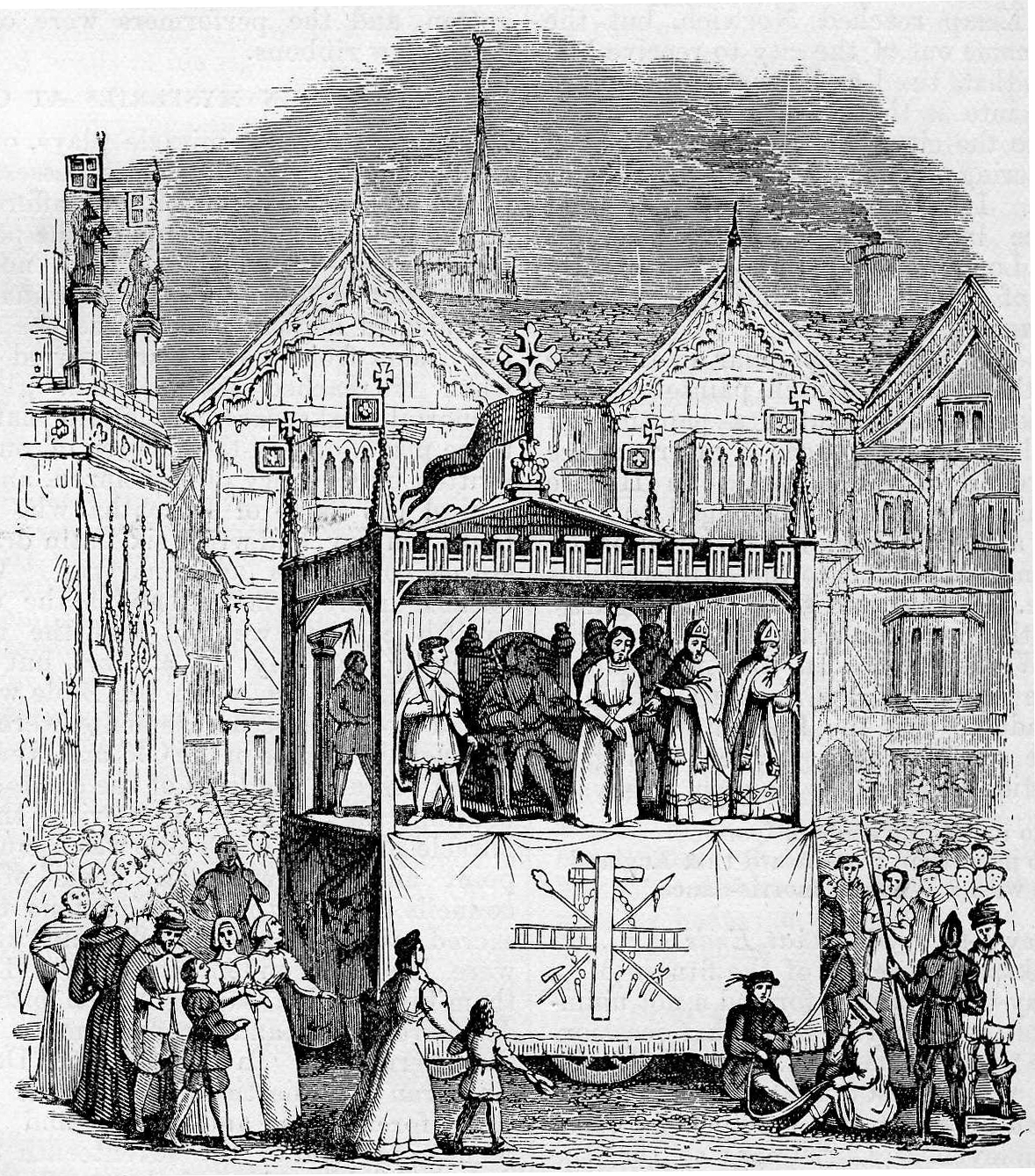
1800-talsgravyr av en föreställning från Chesters mysteriespel.

Det finns fyra kompletta eller nästan kompletta bevarade engelska bibliska samlingar av pjäser från slutet av medeltiden. Den mest kompletta är Yorkcykeln med 48 festspel. De utfördes i staden York, från mitten av 1300-talet fram till år 1569.

## Engelska renässansen: Slutet av 1400-talet till omkring 1660
Under 1400-talet påbörjades en större omdaning av litteraturen i och med Gutenbergs förbättring av tryckpressen. Tillsammans med ett större intresse för den klassiska litteraturen, och ett minskat förakt för det engelska språket (de flesta vetenskapliga verk, såsom Thomas Mores Utopia, 1560, skrevs på latin), skulle det få avsevärd betydelse för det som senare har kallats renässansen. Bland annat ökade läskunnigheten bland allmänheten.
Efter att William Caxton införde tryckpressen till England år 1476, kom litteraturen på det inhemska språket att blomstra. Reformationen inspirerade produktion av liturgi på folkspråket, något som ledde till Den allmänna bönboken (1549) som fick ett bestående inflytande på det litterära språket. Renässansen i England var en kulturell och konstnärlig rörelse som pågick från slutet av 1400-talet till 1600-talet, och som inleddes i Italien under 1300-talet. Som de flesta länder i norra Europa, såg England mycket lite av den utvecklingen förrän mer än ett sekel senare. Renässansens stil och idéer tog lång tid på sig att tränga in i England, och den elisabetanska eran under den andra hälften av 1500-talet brukar ses som kulmen av den engelska renässansen.

### Elisabetanska eran (1558–1603)

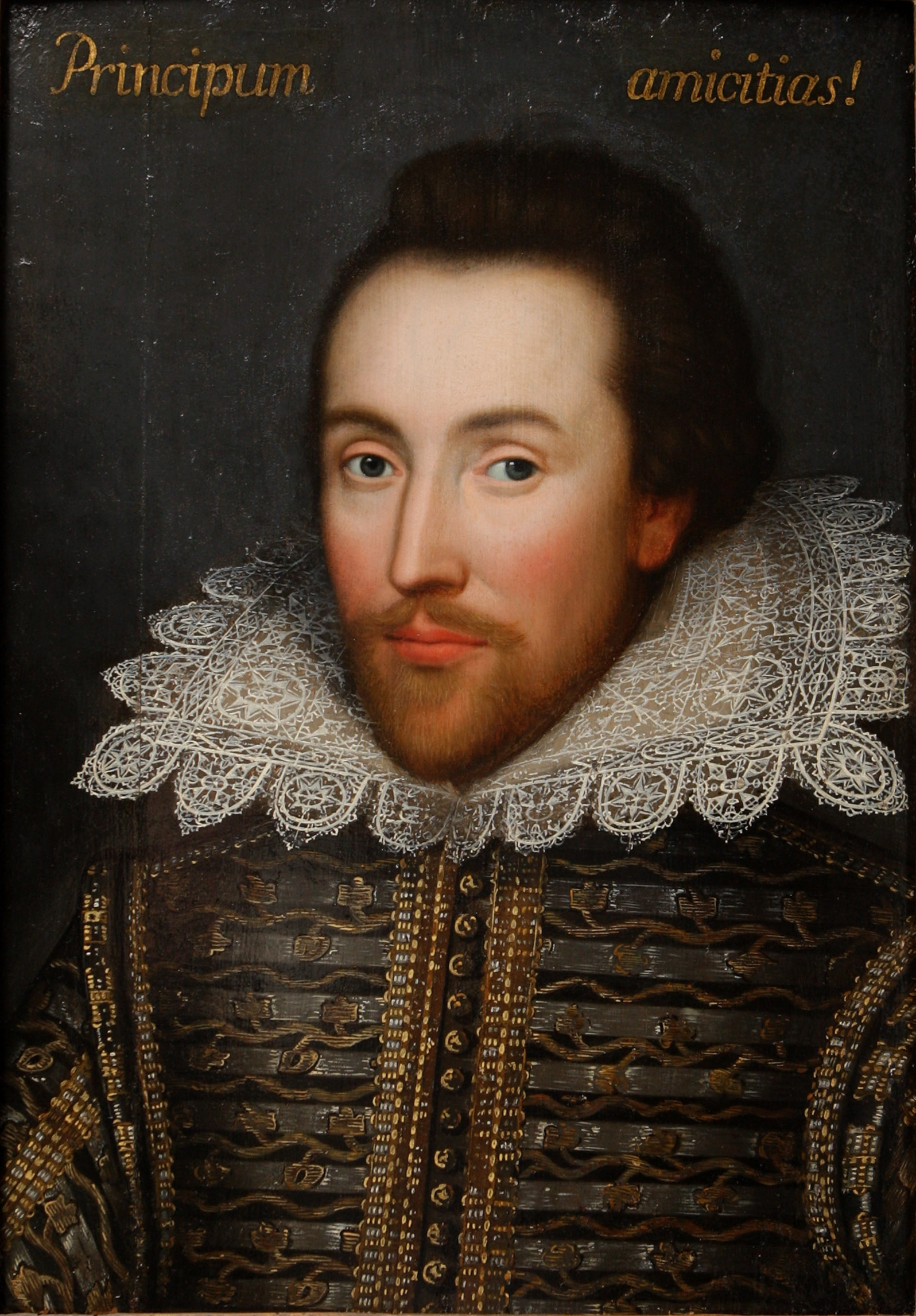
Poeten och dramatikern William Shakespeare (1564–1616) myntade många engelska uttryck och fortsätter att vara en inspiratör för många engelskspråkiga författare.

Drottning Elisabet I:s tid som regent präglades av en större ökning av antalet verk på engelska, inklusive dramatik och poesi. Christopher Marlowe och hans samtida, William Shakespeare, satte upp pjäser med brett publikt intresse. Av dem betraktas numera Shakespeare som den störste. Av hans 38 dramer, inklusive Hamlet, Romeo och Julia, Kung Lear, Macbeth och  Mycket väsen för ingenting, spelas flertalet fortfarande.
Andra författare från den perioden är John Milton, John Donne, och Katherine Philips.

#### Poesi
Edmund Spenser (omkring 1552–1599) var en av de viktigaste poeterna under den elisabetanska eran. Han skrev bland annat The Faerie Queene (1590 och 1596), en episk dikt och fantastisk allegori som hyllar Tudordynastin och Elizabeth I. En annan viktig person var den engelske poeten Sir Philip Sidney (1554–1586), som skrev Astrophel och Stella, Försvaret av Poesi, och Grevinnan av Pembrokes Arcadia. Dikter avsedda att tonsättas, som de av Thomas Campion (1567–1620), blev populära i tryckt form och spreds i stor utsträckning till hushållen.

#### Drama
Bland de tidigaste elisabetanska pjäserna märks Gorboduc (1561) av Sackville och Norton samt Thomas Kyds (1558–1594) Den spanska tragedin (1592). Gorboduc är särskilt anmärkningsvärt eftersom det är det första versdramat på engelska som använde blankvers, och eftersom det utvecklade element från tidigare moraliteter och tragedier i Senecas anda, i den riktning som skulle följas av senare dramatiker. Den spanska tragedin är en elisabetansk tragedi skriven av Thomas Kyd mellan 1582 och 1592; en tragedi som var populär och inflytelserik på sin tid, och skapade en ny genre i engelsk teater, hämnddramat.

### Jakobitiska eran (1603–1625)
Efter Shakespeares död, var poeten och dramatikern Ben Jonson (1572–1637) den ledande litterära gestalten av den jakobitiska eran. Jonsons estetik går tillbaka till medeltiden och hans rollfigurer förkroppsligar teorin om kroppsvätskorna, som baserades på samtida medicinsk teori.

#### Poesi
George Chapman (omkring 1559–1634) är främst ihågkommen för sin berömda översättning 1616 av Homeros’ Iliaden och Odysséen till engelska. Detta var den första kompletta översättningen av ettdera diktverket till engelska. Översättningen hade en djupgående inverkan på engelsk litteratur.
Shakespeare populariserade den engelska sonetten, som uppvisade betydande skillnader i jämförelse med  Petrarcas modell. En samling av 154 av hans sonetter, som behandlar teman som tidens gång, kärlek, skönhet och dödlighet, publicerades i en quarto år 1609.
Förutom Shakespeare och Ben Jonson, var de stora poeterna i början av 1600-talet de metafysiska poeterna: John Donne (1572–1631), George Herbert (1593–1633), Henry Vaughan, Andrew Marvell, och Richard Crashaw. Deras stil präglades av kvickhet med långsökta eller ovanliga liknelser eller metaforer.

#### Prosa
Det viktigaste prosaverket i början av 1600-talet var King James Bible. Det var ett av de mest omfattande översättningsprojekten i engelsk historia fram till dess. Översättningen påbörjades 1604 och avslutades 1611. Det blev standardbibeln för den engelska kyrkan.

## Restaurationen: omkring 1660–1700

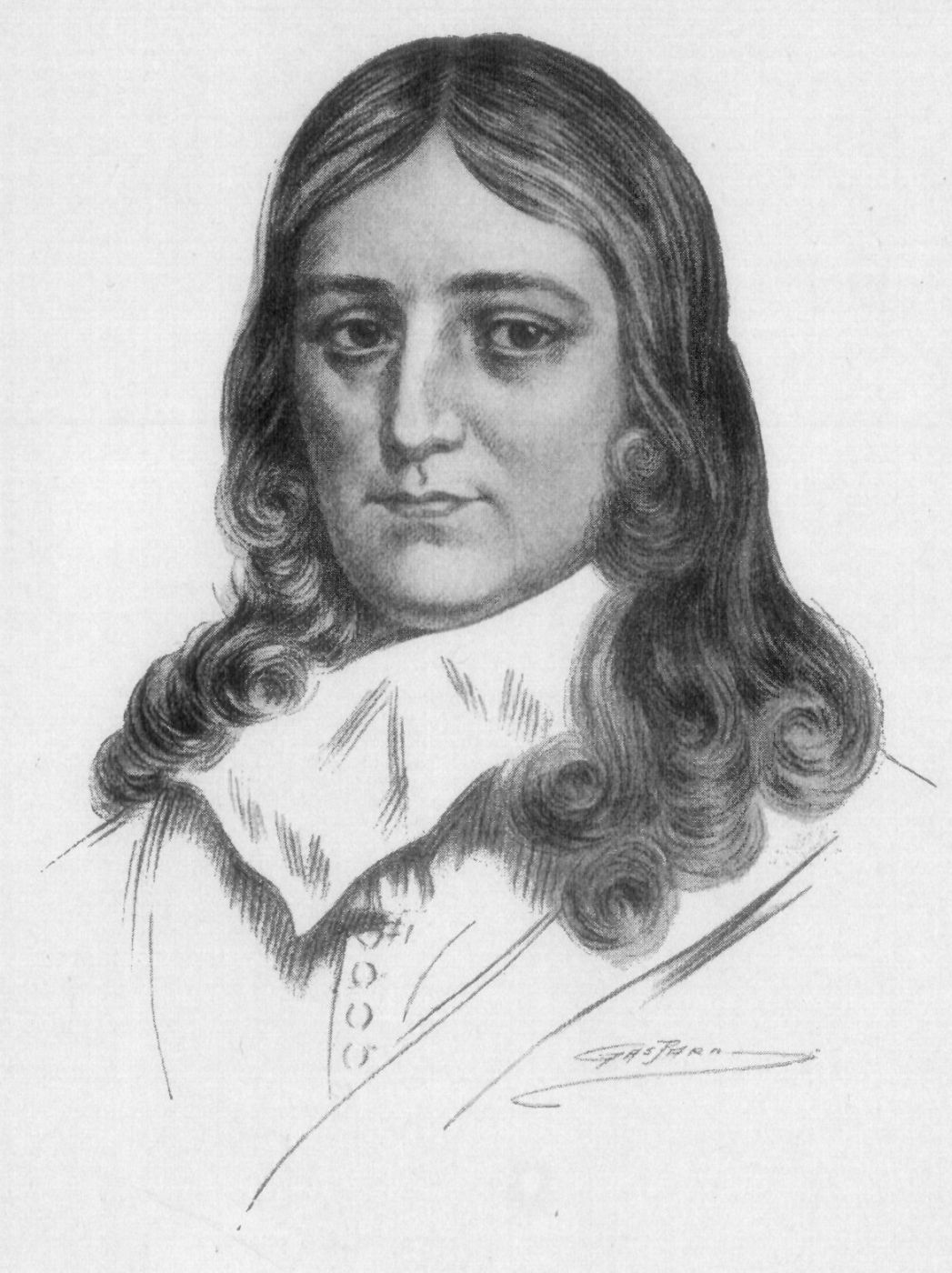
John Milton, som skrev den religiösa episka dikten Paradise Lost, utgiven 1667.

Restaurationens litteratur omfattar både John Miltons Det förlorade paradiset och Earlen of Rochesters Sodom, den sexuella komedin Bondfrun och den moraliska visdomen i Kristens resa. Den såg också John Lockes Två Avhandlingar om Regeringen, grundandet av Royal Society, Robert Boyles experiment och heliga meditationer, Jeremy Colliers attacker mot teatrarna, den banbrytande litterära kritiken från John Dryden, och de första dagstidningarna. Det officiella avbrottet i litterär kultur som orsakades av censur och radikala moralistiska standarder under Oliver Cromwells puritanska regim skapade en lucka i den litterära traditionen, vilket innebar en nystart för alla former av litteratur efter restaurationen. 
Den största och viktigaste poetiska formen under denna era var satiren. I allmänhet publicerades satiren anonymt, eftersom det innebar stor fara att associeras med den.
John Dryden (1631–1700) var en inflytelserik brittisk poet, litteraturkritiker, översättare och dramatiker som dominerade i det litterära livet under restaurationens England till en sådan grad att den perioden i litterära cirklar kom att bli känd  som Drydens era. Han etablerade en särskild versform, den heroiska kupletten som blev vanlig i den engelska poesin. Drydens största framgångar var i satirisk vers i verk som den falskt heroiska MacFlecknoe (1682). Alexander Pope (1688–1744) var starkt påverkad av Dryden, och lånade ofta från honom, och andra författare under 1700-talet var lika påverkade av både Dryden och Alexander Pope.

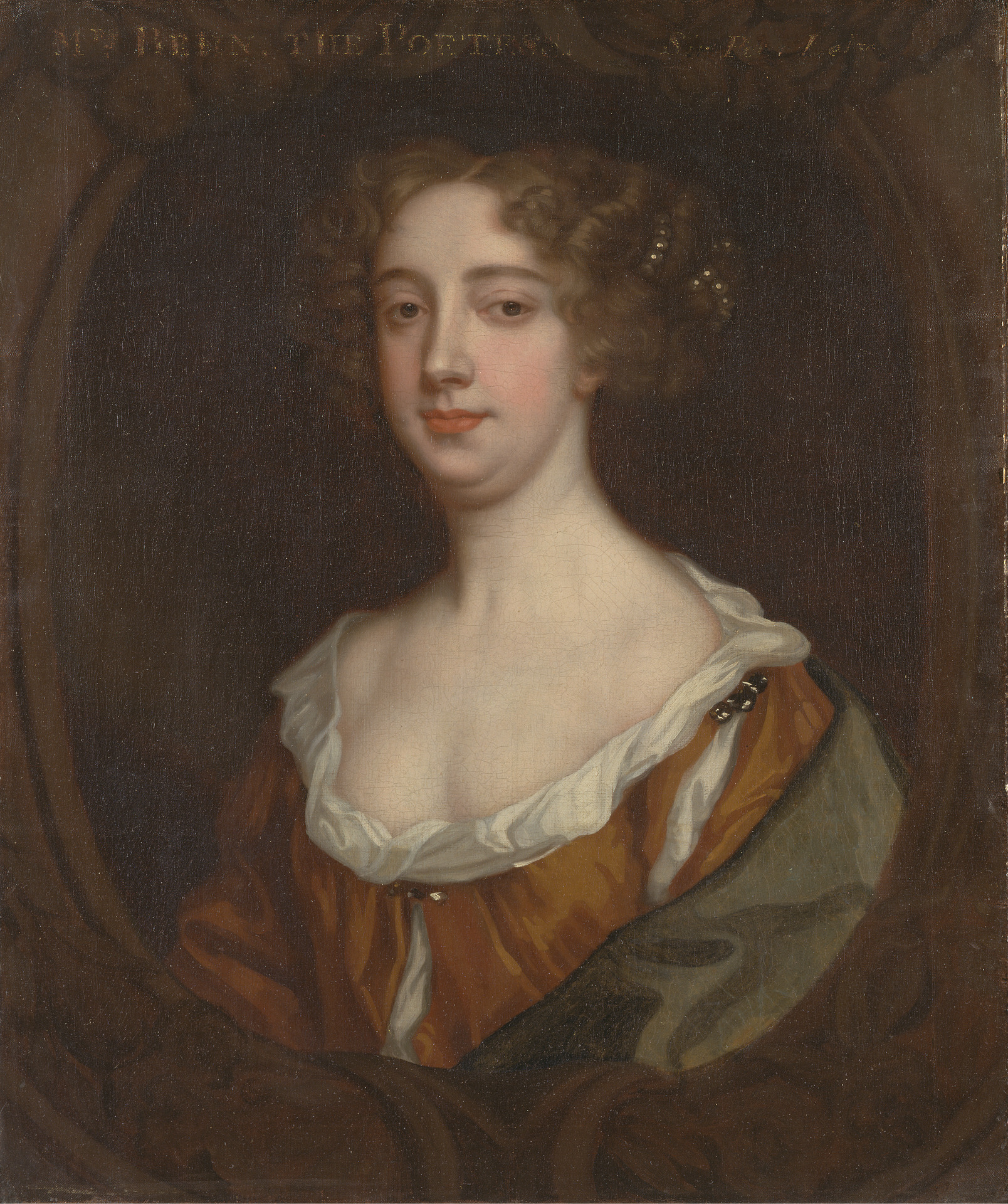
Aphra Behn, en av de första professionella författarna i England.

Det är omöjligt att avgöra när romanen började skrivas på engelska. Men längre skönlitterära verk och fiktiva biografier började särskilja sig från andra former i England under restaurationseran. Traditionen med kärleksromaner som redan fanns i Frankrike och Spanien blev populär i England. En av de viktigaste personerna för framväxten av romanen under restaurationen är Aphra Behn, som skrev Oroonoko (1688), och som inte bara var den första professionella kvinnliga författaren, utan även kan ha varit en av de första professionella författarna i England oavsett kön.

## 1700-talet
Under 1700-talet återspeglade litteraturen upplysningens världsbild: ett rationellt och vetenskapligt förhållningssätt till religiösa, sociala, politiska och ekonomiska frågor som förespråkade en sekulär uppfattning av världen och som gav en allmän känsla av framsteg. Utvecklingen leddes av filosofer, som hade inspirerats av upptäckter under det föregående seklet av forskare som Isaac Newton och av texter av exempelvis René Descartes, John Locke och Francis Bacon. Filosoferna strävade efter att upptäcka universellt giltiga principer för mänskligheten, naturen och samhället. De attackerade andliga men även vetenskapliga auktoriteter, dogmatism, intolerans, censur, och ekonomiska och sociala begränsningar. 

### Poesi

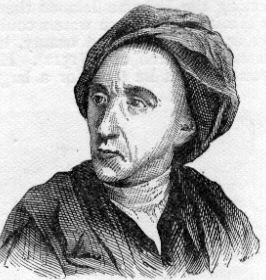
Alexander Pope, som bland annat översatte Iliaden och Odysséen till engelska.

Det var under denna tid som poeten James Thomson (1700–1748) producerade sin melankoliska dikt Årstiderna (1728–1730) och Edward Young (1681–1765) skrev sin dikt Night Thoughts (1742). Men den mest framstående poeten under denna era är Alexander Pope (1688–1744). Det är också en era där det utkämpades en hård strid om vilket som var det rätta sättet att skildra det pastorala. Poeter kämpade med begreppet anständighet, och med att matcha rätt ord med rätt känsla för att uppnå en språkdräkt som passade allvaret i ett ämne. Vid samma tid nådde de komiska hjältedikterna sin höjdpunkt, och Popes Den bortröfvade hårlocken (1712–1717) och The Dunciad (1728–1743) anses fortfarande vara de främsta komiska hjältedikterna som någonsin skrivits. Pope översatte också Iliaden (1715–1720) och Odysséen (1725–1726) till engelska. Efter sin död har Pope ständigt omvärderats.

### Prosa, inklusive romanen
Prosan överskuggades under den tidigare delen av perioden av essän. Joseph Addison och Richard Steeles Åskådaren etablerade formen för essän. Men detta var också den tid när den engelska romanen först utvecklades. Daniel Defoe vände sig bort från journalistiken och skildringen av de kriminellas liv i tidningarna och övergick till att skriva fiktiva kriminella liv med Roxana och Moll Flanders. Han skrev Robinson Crusoe (1719).

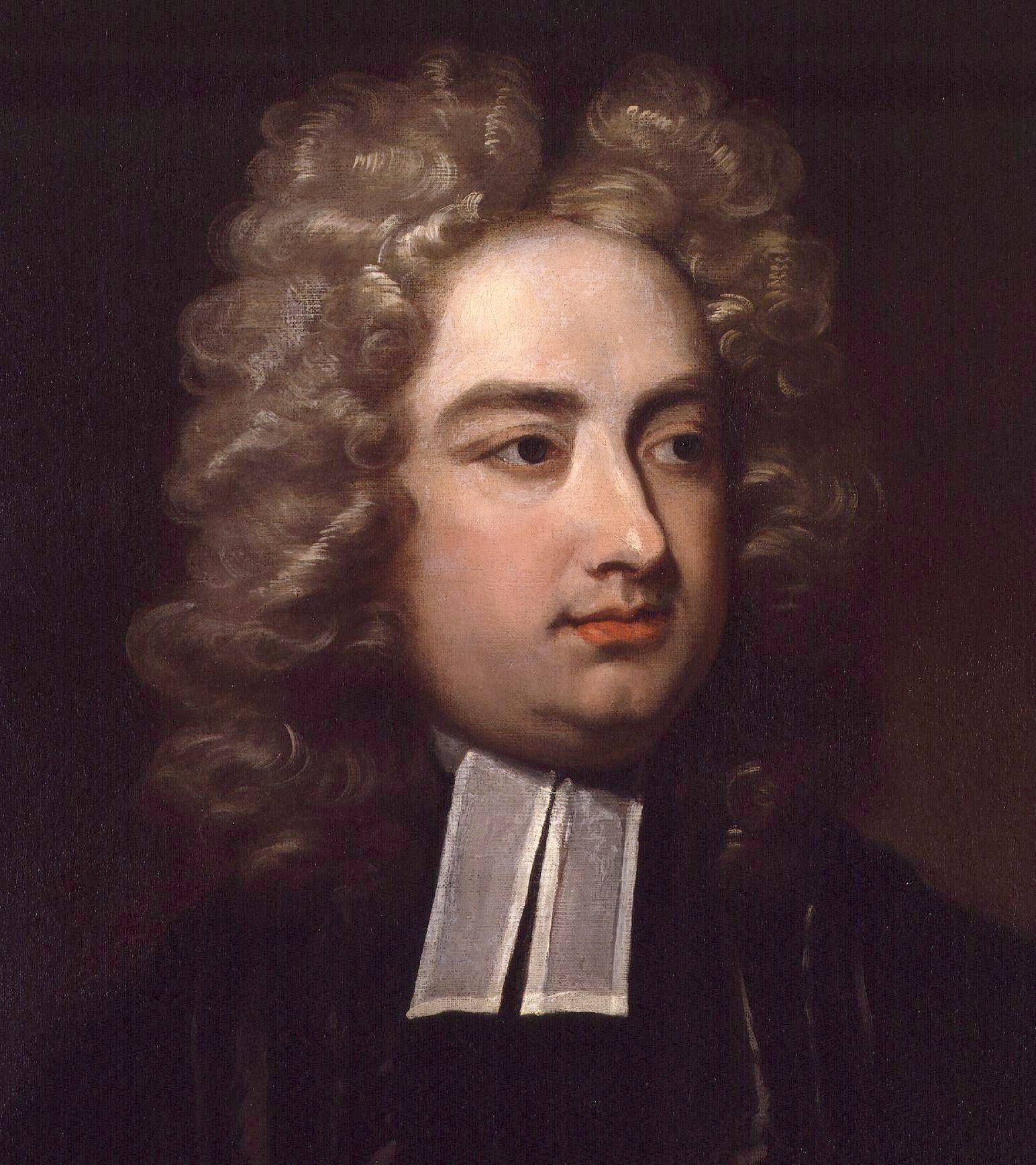
Jonathan Swift av Charles Jervas.

Om Addison och Steele var dominerande när det gällde en typ av prosa, blev Jonathan Swift, författare av satiren Gullivers Resor, dominerande i en annan. I Ett anspråkslöst förslag och Drapier-breven, försvarade Swift motvilligt det irländska folket från kolonialismens rov. Detta ledde till kravaller och gripanden, men Swift, som inte hade mycket till övers för irländska katoliker, var upprörd över de övergrepp han såg.

### Förståndets era: 1750–1798

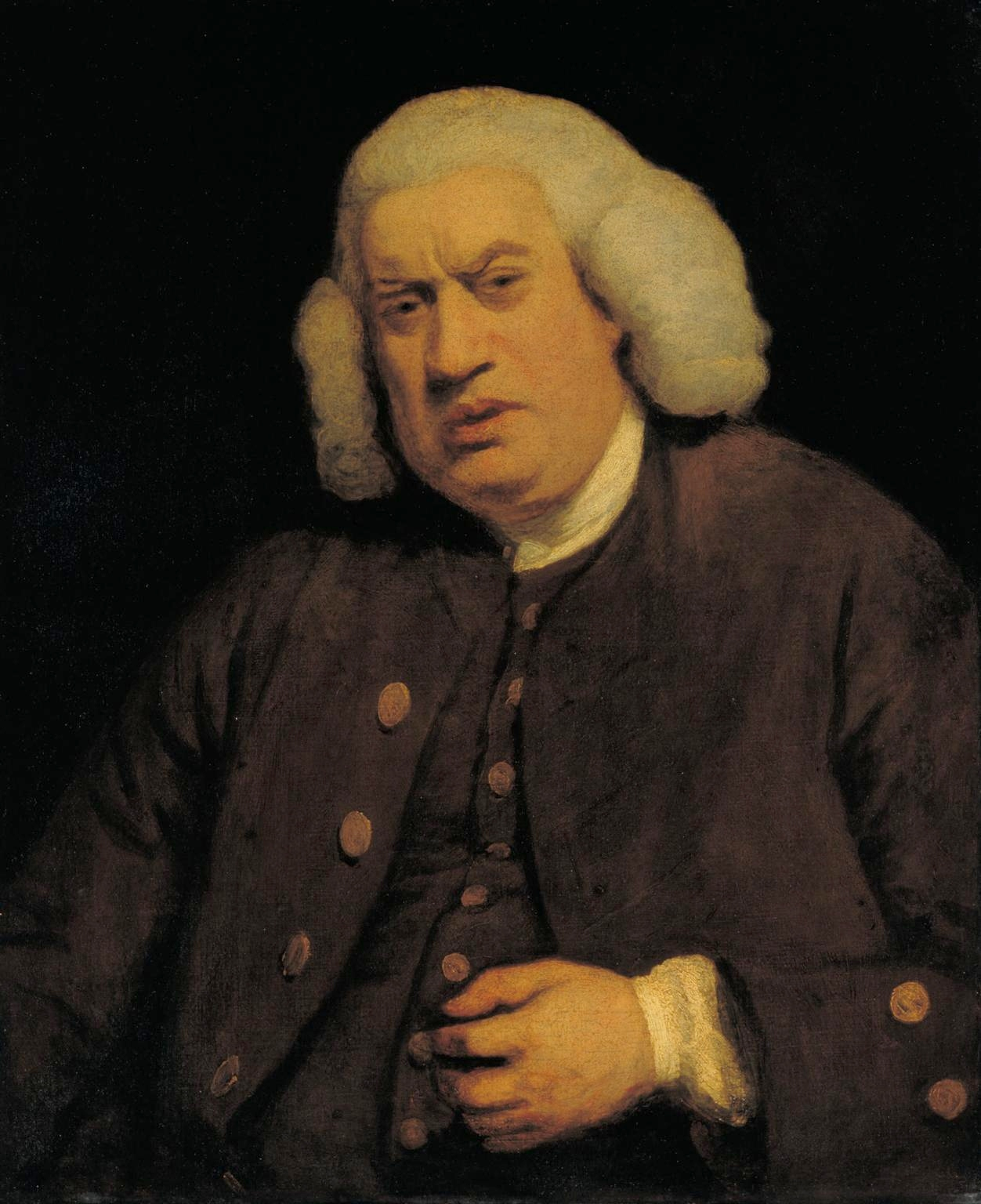
Samuel Johnson av Joshua Reynolds.

Denna period beskrivs också ibland som "Johnsons era". Samuel Johnson (1709–1784), ofta kallad Dr Johnson, var en engelsk författare som gjorde bestående bidrag till engelsk litteratur som poet, essäist, moralist, litteraturkritiker, biograf, redaktör och lexikograf. Johnson har beskrivits som "den utan tvekan mest framstående lärde i engelsk historia". Efter nio års arbete, publicerade Johnson  A Dictionary of the English Language 1755, och boken fick en långtgående effekt på modern engelska och har beskrivits som "en av de största enskilda forskarbedrifterna någonsin."

#### Föregångare till romantiken
Den romantiska rörelsen i engelsk litteratur från början av 1800-talet har sina rötter i 1700-talets poesi, den gotiska romanen och den rationella romanen. Detta inkluderar kyrkogårdspoeterna, från 1740-talet och senare, vars verk präglas av dyster begrundan över döden. Till detta fogades av senare utövare en känsla för det upphöjda och kusliga, och ett intresse för gamla engelska poetiska former och folkdiktning. Poeterna inkluderar Thomas Gray (1716–1771), Elegy Written in a Country Churchyard (1751) och Edward Young (1683–1765), Night-Thoughts (1742–1745). Andra föregångare är James Thomson (1700–1748) och James Macpherson (1736–1796). James Macpherson var den första skotska poeten att få ett internationellt rykte, med sina anspråk på att ha funnit poesi skriven av den antike barden Ossian.
Betydande utländska influenser kom från tyskarna Goethe, Schiller och Schlegel samt från den franske filosofen och författaren Jean-Jacques Rousseau (1712–1778). Edmund Burkes Filosofisk undersökning av ursprunget till våra begrepp om det sublima och det sköna (1757) utgjorde ett annat viktigt inflytande. Det förändrade landskapet, till följd av industri- och jordbruksrevolutionerna, påverkade ytterligare framväxten av den romantiska rörelsen i Storbritannien.
I slutet av 1700-talet skapade Horace Walpoles genren den gotiska fiktionen med sin roman Borgen i Otranto från 1764. Romanen kombinerar element av skräck och romantik. Ann Radcliffe introducerade den grubblande skurken som senare utvecklades till den byronske hjälten. Hennes Mysteries of Udolpho från 1795 nämns ofta som den viktigaste gotiska romanen.

## Romantiken (1798–1837)
Romantiken var en konstnärlig, litterär och intellektuell rörelse som har sitt ursprung i Europa mot slutet av 1700-talet. Romantiken kom senare i andra delar av den engelsktalande världen.

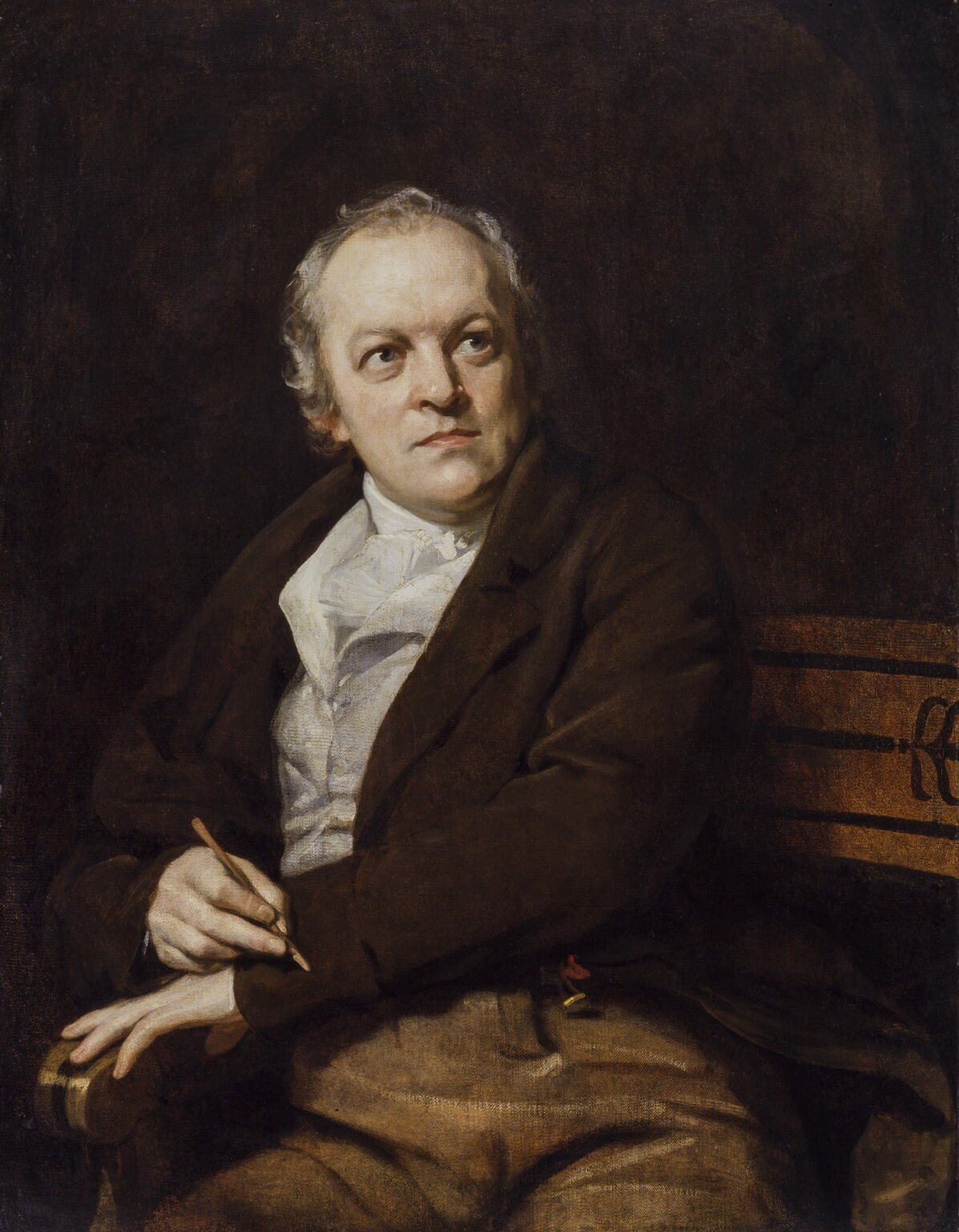
William Blake anses vara en av portalgestalterna under romantiken inom både poesi och bildkonst.

Den romantiska perioden sammanföll med stora sociala förändringar i England och Wales – avfolkningen av landsbygden och den snabba utvecklingen av överfulla industriella städer som ägde rum under perioden mellan ungefär 1750 och 1850. Förflyttningen av så många människor i England var resultatet av främst två omständigheter: den agrara revolutionen (som innebar att mark inhägnades, den så kallade ”enclosure-rörelsen”) fördrev arbetarna från landsbygden, och den industriella revolutionen som gav dem anställning. Romantiken kan ses delvis som en reaktion på den Industriella revolutionen, men också som en revolt mot de aristokratiska, sociala och politiska normerna som upplysningen hade inneburit, likaväl som en reaktion mot den vetenskapliga rationaliseringen av naturen. Den franska revolutionen var en särskilt viktig influens på det politiska tänkandet hos många av de romantiska poeterna.
Landskapet är ofta framträdande i poesin under denna period, så till den grad att romantikerna, då kanske främst Wordsworth, ofta beskrivs som ”naturpoeter”. Men de längre romantiska ”naturdikterna” uppvisar en djupare oro, eftersom de vanligtvis är funderingar över ”ett känslomässigt problem eller personliga kriser”.

### Romantisk poesi
Robert Burns (1759–1796) var en pionjär inom den romantiska rörelsen, och efter sin död blev han en kulturell ikon i Skottland. Poeten, målaren och gravören William Blake (1757–1827) var en annan av de tidiga romantiska poeterna. Blake var i stort sett okänd under sin livstid, men anses numera vara en av portalgestalterna i den romantiska poesin och måleriets historia. Bland hans viktigaste verk är Songs of Innocence och  Songs of Experience (1789 respektive 1794) "och djupgående och svåra ’profetior’" som exempelvis "Jerusalem" (1804 till omkring 1820).
Efter Blake var några av de tidigaste romantiker de så kallade sjöpoeterna, däribland William Wordsworth (1770–1850), Samuel Taylor Coleridge (1772–1834), Robert Southey (1774–1843) och journalisten Thomas de Quincey (1785–1859). Men vid den tiden var Walter Scott (1771–1832) den mest kände poeten.
De tidiga romantiska poeterna skapade en ny känslighet och själviakttagelse, och deras uppdykande på scenen kännetecknas av det första romantiska manifestet i engelsk litteratur, "Förord" till Lyrical Ballads (1798). De flesta dikterna i Lyrical Ballads var skrivna av Wordsworth, men också Coleridge hade bidragit med Sången om den gamle sjömannen. Bland Wordsworths viktigaste dikter finns Lines Composed a Few Miles Above Tintern Abbey, Resolution and Independence, Ode: Intimations of Immortality from Recollections of Early Childhood och den självbiografiska, episka The Prelude.
Robert Southey (1774–1843) var en annan av sjöpoeterna och under 30 års tid den av regeringen officiellt utnämnde Poet Laureate, men hans berömmelse har sedan länge överskuggats av William Wordsworth och Samuel Taylor Coleridge. Thomas De Quincey (1785–1859) är mest känd för sin En engelsk opieätares bekännelser (1821), Författaren William Hazlitt (1778–1830), vän till både Coleridge och Wordsworth, är i dag mest känd för sin litteraturkritik, särskilt Characters of Shakespeare's Plays (1817–1818).

#### Andra generationen

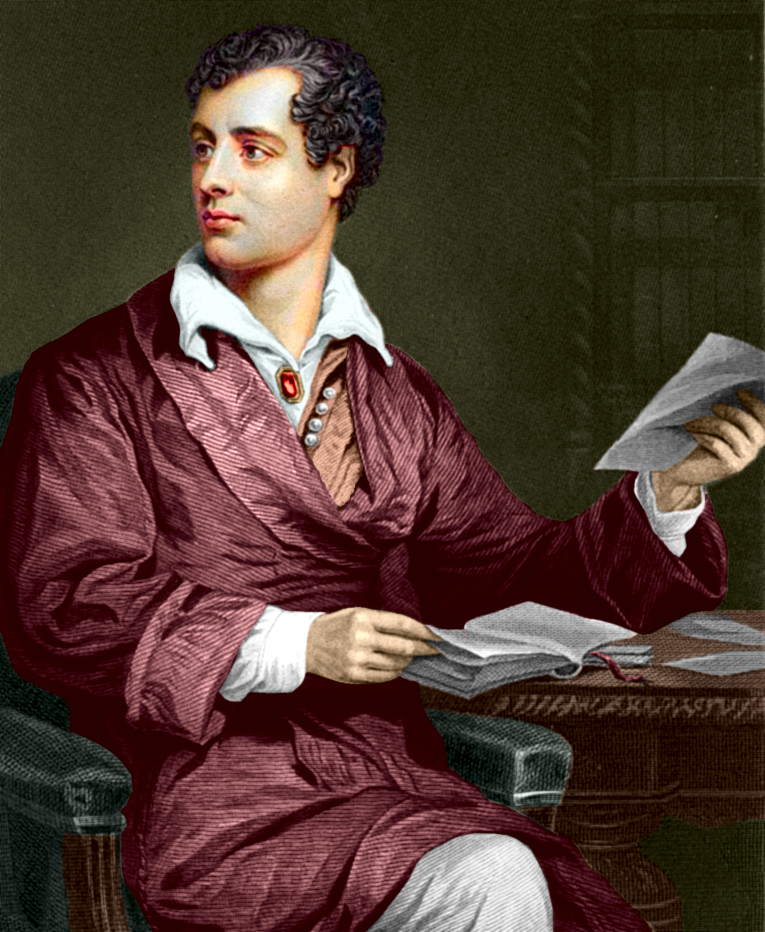
Lord Byron.

Den andra generationen romantiska poeter omfattar bland andra Lord Byron (1788–1824), Percy Bysshe Shelley (1792–1822) och John Keats (1795–1821). Byron var dock fortfarande påverkad av 1700-talets satiriker och var kanske den minst ”romantiske” av de tre, och han föredrog "den briljanta kvickheten hos Pope framför det han kallade sina romantiska samtidas 'felaktiga poetiska system’”. Byron uppnådde enorm berömmelse i och utövade stort inflytande på hela Europa. Goethe kallade Byron för ”vårt århundrades otvivelaktigt största geni”.
Shelley är kanske mest känd för "Ode to the West Wind", "To a Skylark", och "Adonaïs", en elegi skriven snart efter Keats död till åminnelse av honom. I Shelleys närmaste krets av beundrare ingick de mest progressiva samtida tänkarna. I dikten Drottning Mab (1813) framstår Shelley, ”som den direkta arvtagaren till 1790-talets franska och brittiska revolutionära intellektuella”. Shelley blev en idol för de kommande tre eller fyra generationerna av poeter, inklusive viktiga viktorianska och prerafaelitiska poeter som Robert Browning och Dante Gabriel Rossetti, liksom senare W. B. Yeats.
Mary Shelley (1797–1851) är ihågkommen främst som författare av Frankenstein (1818).
Även om John Keats delade Byrons och Shelleys radikala politiska åsikter, är "hans bästa diktning inte politisk", utan är särskilt känd för dess sinnliga musik och bildspråk, i kombination med fokus på materiell skönhet och livets förgänglighet. Bland hans mest kända verk är "Ode till en näktergal", "Ode till en grekisk urna" och "Till hösten". Keats har alltid betraktats som en stor romantiker, ”och hans betydelse som poet har stadigt ökat genom alla stilförändringar”.

### Den romantiska romanen
En av de populäraste författarna under eran var Sir Walter Scott, vars historiska kärleksromaner inspirerade en hel generation av konstnärer, kompositörer och författare i hela Europa. Scotts romanförfattande inleddes 1814 med Waverley, som ofta kallas den första historiska romanen,

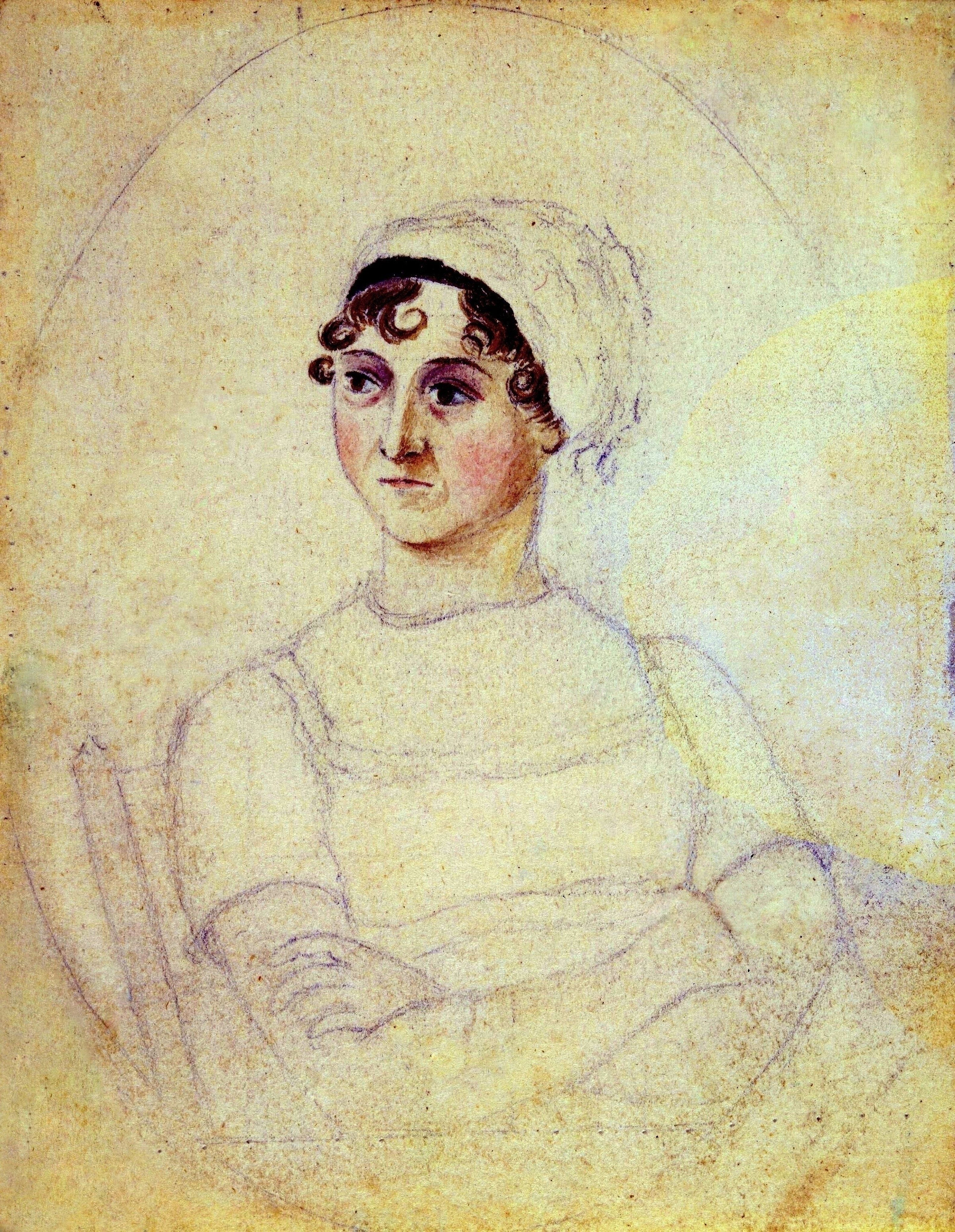
Jane Austen bidrog till att forma den romantiska romanen.

Jane Austens verk kritiserar de sentimentala romanerna som gavs ut under den andra hälften av 1700-talet och de utgör en del av övergången till 1800-talets realism. Hennes intriger, i romaner som Stolthet och fördom (1813) och Emma (1815), är i grunden komiska, men belyser kvinnors beroende av äktenskapet för att kunna säkra sin sociala status och ekonomiska trygghet.

### Romantiken i Amerika
Den europeiska romantiska rörelsen nådde Amerika i början av 1800-talet. Den amerikanska romantiken var lika mångfacetterad och individualistisk som den i Europa. Liksom européerna, visade de amerikanska romantikerna en hög nivå av moralisk entusiasm, ett engagemang för individualitet och för utvecklandet av jaget, betonade de vikten av intuitionen som varseblivningsmetod, och antog de att naturen i grunden var god medan det mänskliga samhället var korrumperat.
Den romantiska gotiska litteraturen gjorde sin entré i Amerika tidigt med Washington Irvings The Legend of Sleepy Hollow (1820) och Rip Van Winkle (1819). Det finns pittoreska beståndsdelar i Washington Irvings essäer som är lokalfärgade och det gäller särskilt hans reseböcker. År 1823 utkom den produktive och populäre författaren James Fenimore Cooper (1789–1851) med den första av sina historiska romaner om livet i Vilda västern och bland de nordamerikanska indianerna. Edgar Allan Poes skräckberättelser som först utgavs i början av 1830-talet, och hans poesi, var mer inflytelserika i Frankrike än på hemmaplan.

## Viktoriansk litteratur (1837–1901)

### Den viktorianska romanen

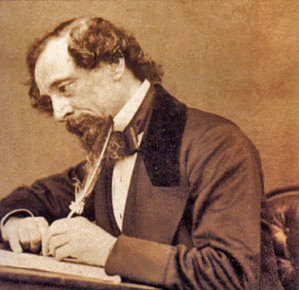
Charles Dickens.

Det var under den viktorianska eran (1837–1901) som romanen blev den ledande litterära genren på engelska. Kvinnor spelade en viktig roll för romanens stigande popularitet både som författare och som läsare. Månatliga följetonger av skönlitterära verk uppmuntrade också till romanens ökning i popularitet, ytterligare hjälpt av en kombination av ökad läs- och skrivkunnighet, tekniska framsteg i form av tryckpressar, och bättre förutsättningar för distribution. Kringresande bibliotek som tillät personer att mot en årlig prenumerationsavgift låna böcker, var ytterligare en faktor som bidrog till romanens ökande popularitet.
Under 1830- och 1840-talen tillkom allt fler samhällsromaner, vilka "växte fram ur de sociala och politiska omvälvningar som följde i kölvattnet av Reform Act 1832". Detta var på många sätt en reaktion mot den snabba industrialiseringen, och de samhälleliga, politiska och ekonomiska frågor som restes i samband därmed, och romanen blev ett sätt att kommentera de övergrepp som begicks av staten och näringslivet samt de fattigas lidande – fattiga som inte drog nytta av Englands ekonomiska välstånd. Betydande tidiga exempel på denna genre är Sybil, or The Two Nations (1845) av Benjamin Disraeli, och Charles Kingsleys Alton Locke (1849).
Charles Dickens (1812–1870), som gjorde debut på den litterära scenen i slutet av 1830-talet, blev sannolikt den mest kände romanförfattaren någonsin inom den engelska litteraturen. Dickens satiriserade våldsamt om olika aspekter av samhället, inklusive fattighus i Oliver Twist och brister i det juridiska systemet i Bleak House. En tidig rival till Dickens var William Makepeace Thackeray (1811–1863), som under den viktorianska perioden var Dickens främste konkurrent, men Thackeray är nu nästan uteslutande känd för Fåfängans marknad (1847). Brontë-systrarna, Emily, Charlotte och Anne, var några andra betydande författare under 1840- och 1850-talen. Emily Brontës (1818–1848) enda publicerade roman var Svindlande höjder, och Julia Gardiner menade att "den livfulla sexuella passionen och kraften i dess språk och bildspråk imponerade, förvirrade och förskräckte kritikerna," och förledde den viktorianska allmänheten och många av de tidiga kritikerna att tro att den hade skrivits av en man. Jane Eyre (1847) är Charlotte Brontës mest kända verk.
Elizabeth Gaskell (1810–1865) var också en framgångsrik författare och hennes Margareta eller norra och södra England kontrasterar livsstilen i det industriella norra England med livet i den rikare södern. Anthony Trollopes (1815–1882) var en av de mest lyckade, framgångsrika och respekterade engelska författarna under den viktorianska eran. Trollopes romaner skildrar livet för den markägande klassen och yrkesmannaklasserna under det tidiga viktorianska England. George Eliot (Mary Ann Evans (1819–1880) var en stor författare i mitten av den viktorianska perioden. Hennes verk, särskilt Middlemarch (1871–1872), är viktiga exempel på litterär realism, och är beundrade för sina kombinationer av detaljer som exemplifierar den viktorianska litteraturen, med en intellektuell bredd som leder dem bort från de trånga geografiska gränser som de ofta skildrar.

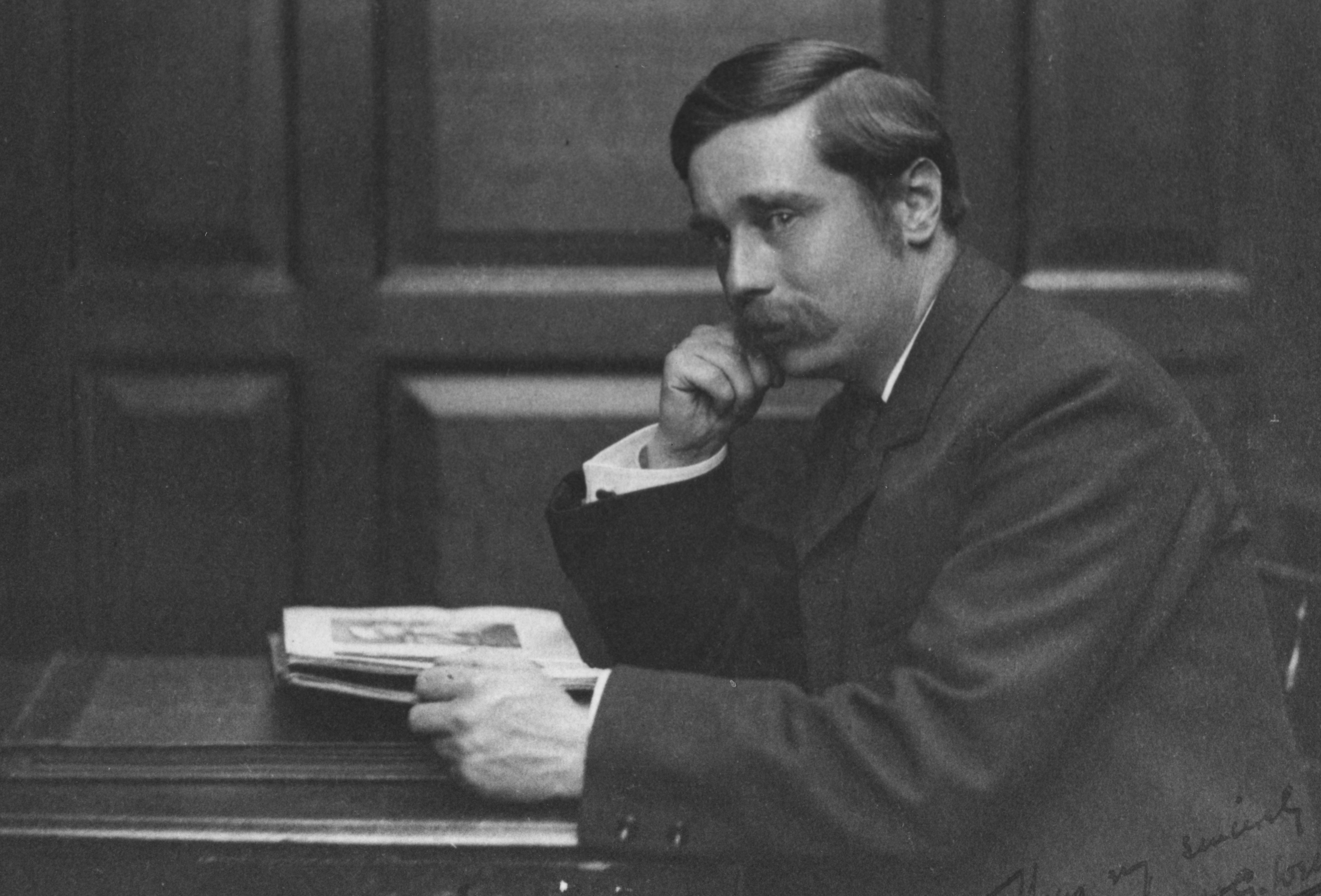
H. G. Wells studerar i London, cirka 1890.

Trots att det första moderna fantasyverket kan vara John Ruskins King of The Golden River (1841), anses historien om den moderna fantasygenren ofta börja med George MacDonald, den inflytelserike författaren av Prinsessan och de underjordiska och Phantastes (1858). Wilkie Collins brevroman Månstenen (1868), anses i allmänhet vara den första deckaren på engelska.
Robert Louis Stevenson (1850–1894) var en viktig skotsk författare verksam i slutet av 1800-talet, och han skrev bland annat Dr Jekyll och Mr Hyde (1886) och den historiska romanen Kidnappad (1886). H. G. Wells (1866–1946) författarkarriär började på 1890-talet med science fiction-romaner som Tidsmaskinen (1895), och Världarnas krig (1898). Den senare beskriver en invasion av den sena viktorianska England av marsmänniskor, och Wells ses, tillsammans med fransmannen Jules Verne (1828–1905), som en viktig person i utvecklingen av science fiction-genren. Han skrev också realistisk skönlitteratur om den lägre medelklassen i romaner som Kipps (1905).

#### Den amerikanska romanen (från romantik till realism)
I mitten av 1800-talet började dominansen av litteratur från de brittiska öarna att utmanas av författare från de forna amerikanska kolonierna. Vid denna tid utövade romantiken stort inflytande på amerikanska författare och gav upphov till New England-transcendentalismen. Publiceringen av Ralph Waldo Emersons uppsats Naturen år 1836, anses oftast vara den vattendelare som gjorde att transcendentalismen blev en stor kulturell rörelse.

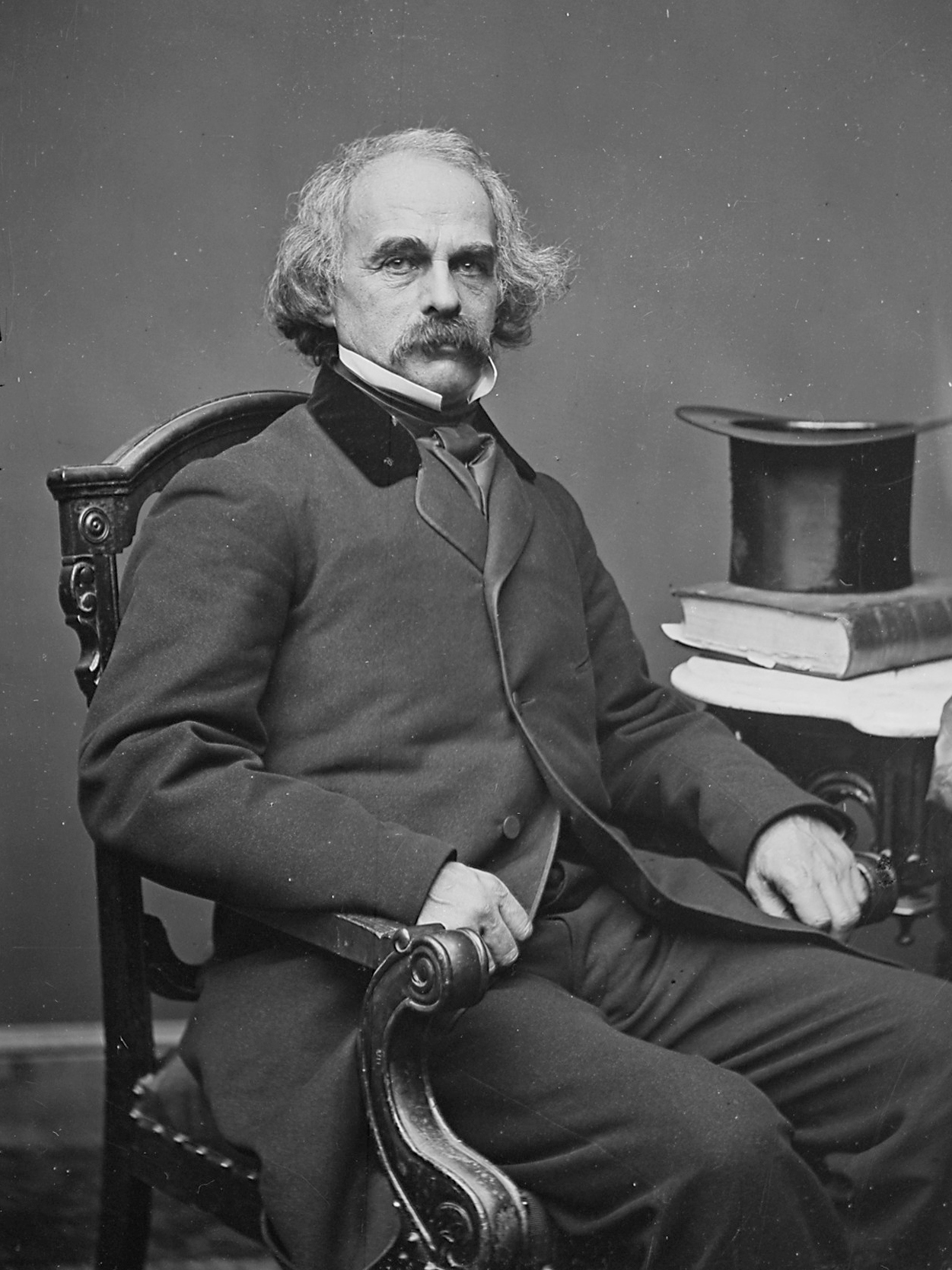
Nathaniel Hawthorne.

Den romantiska amerikanska romanen utvecklades till fullo med Nathaniel Hawthornes (1804–1864) Den eldröda bokstaven (1850), ett starkt drama om en kvinna som stöttes ut ur gemenskapen för att hon hade varit otrogen. Hawthornes litteratur hade en djup inverkan på hans vän Herman Melville (1819–1891). I Moby Dick (1851) blir en äventyrlig valfångstresa ett sätt att undersöka teman som besatthet, ondskans natur, och människans kamp mot elementen. Under 1880-talet konkurrerade dock den psykologisk realismen och socialrealismen med romantiken i romanen.
Amerikansk realistisk litteratur tog sin början på 1870-talet med verk av Mark Twain, William Dean Howells och Henry James.
Mark Twain (pseudonym för Samuel Langhorne Clemens, 1835–1910) var den första stora amerikanska författare som var född någon annanstans än på östkusten – då på gränsen till delstaten Missouri. Hans mästerverk blev romanerna Tom Sawyers äventyr (1876) och Huckleberry Finns äventyr (1884). Twains stil kom att förändrade amerikanernas sätt att skriva. Hans rollfigurer talar som riktiga människor och producerar ljud som är typiskt amerikanska, genom att Twain låter dem tala lokala dialekter och bruka nyuppfunna ord.
Den viktigast amerikanska författaren från slutet av 1800-talet var Henry James (1843–1916).
Trots att han var född i New York City, tillbringade han större delen av sitt vuxna liv i England. Många av hans romaner handlar om amerikaner som bor i eller reser till Europa. James skildrade dilemmat med mötet mellan den gamla världen och den nya världen. Till hans främsta verk hör Porträtt av en dam, The Bostonians (1886) och The Princess Casamassima (1886).

#### Genrelitteratur
Den främste spökhistorieförfattaren under 1800-talet var Sheridan Le Fanu. Hans verk omfattar bland annat det makabra mysteriet Uncle Silas (1865) och den gotiska kortromanen Carmilla (1872). Bram Stokers skräckberättelse Dracula (1897) hör till ett antal litterära genrer, till exempel vampyrlitteratur, skräck, gotisk roman och invasionslitteratur.

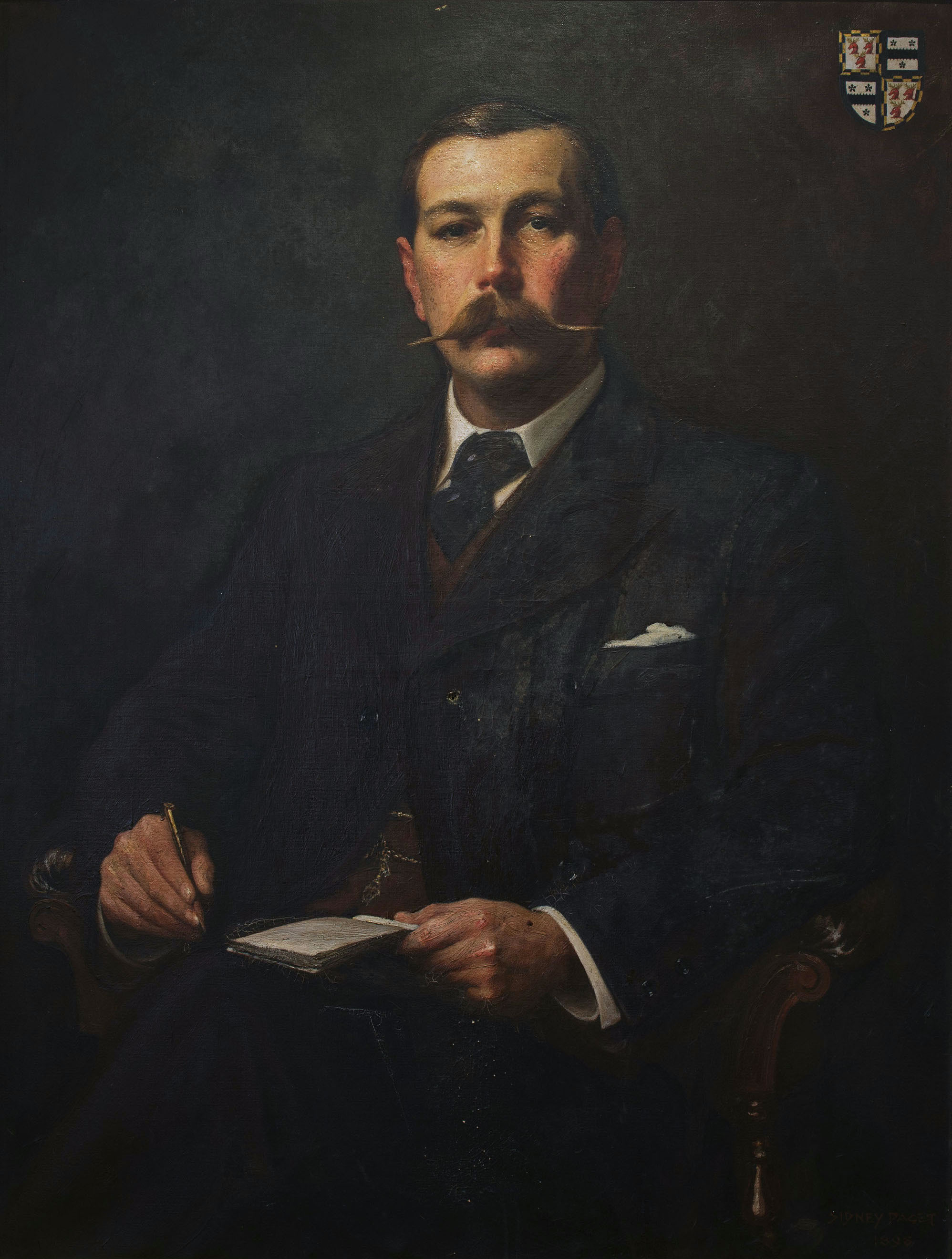
Sir Arthur Conan Doyle var född i Skottland av irländska föräldrar men hans Sherlock Holmes-berättelser har inpräglat bilden av ett dimfyllt London för läsare över hela världen.

Arthur Conan Doyles rollfigur Sherlock Holmes är en lysande London-baserad "konsulterande detektiv", berömd för sin intellektuella förmåga. Conan Doyle skrev fyra romaner och 56 noveller med Holmes som huvudperson under åren 1880 till 1907, med ett sista fall 1914. Alla utom fyra Holmes-berättelser berättas av Holmes vän, assistent, och levnadstecknare, Dr. Watson. Holmes tillhör de rollfigurer som har filmatiserats mest. 
Den litterära så kallade försvunna världar-genren var inspirerad av verkliga berättelser om arkeologiska upptäckter gjorda av äventyrare från det brittiska imperiet. H. Rider Haggard skrev ett av de tidigaste exemplen, Kung Salomos skatt, 1885. Modern europeisk politik och diplomatiska manövrar spelade roll för Anthony Hopes roman Fången på Zenda (1894).

#### Barn- och ungdomslitteratur
Barn- och ungdomslitteratur utvecklades till en egen genre. Vissa verk blev internationellt kända, såsom Lewis Carrolls Alice i Underlandet (1865) och dess uppföljare Alice i Spegellandet. Robert Louis Stevensons (1850–1894) Skattkammarön (1883) är ett klassiskt piratäventyr. Vid slutet av den viktorianska eran och i början av den edvardianska eran, blev författaren och illustratören Beatrix Potter känd för sina barnböcker med djur i huvudrollerna. Hon publicerade bland annat den mycket framgångsrika boken om Pelle Kanin (1902).

### Viktoriansk poesi

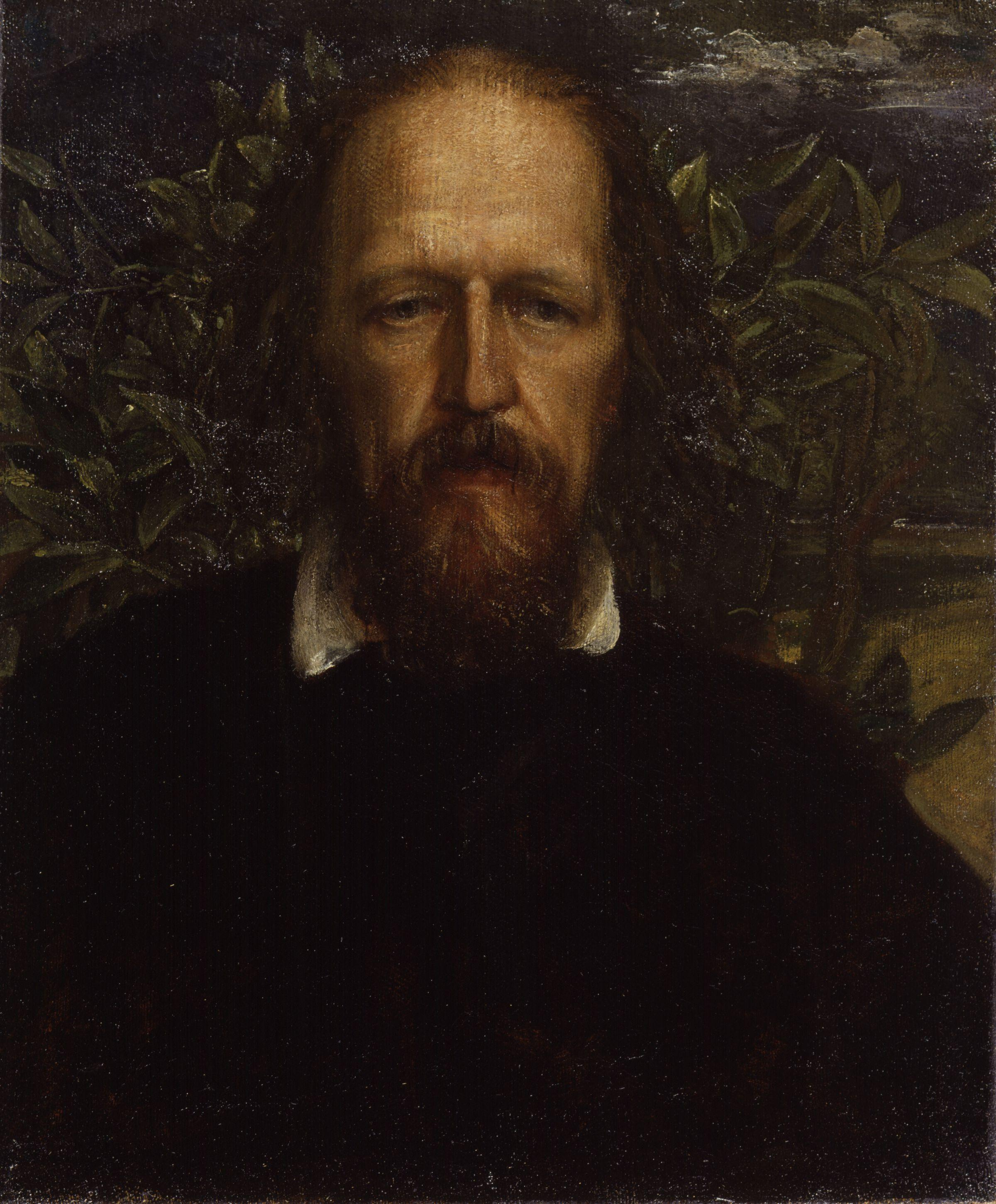
Alfred, Lord Tennyson, omkring 1863.

De ledande poeterna under den viktorianska eran var Alfred, Lord Tennyson (1809–1892), Robert Browning (1812–1889), Elizabeth Barrett Browning (1806–1861) och Matthew Arnold (1822–1888). Poesin var mycket influerad av romantiken men gick också i egna riktningar. Särskilt anmärkningsvärd är utvecklandet av den dramatiska monologen, en form som användes av flera poeter under denna period, men framför allt av Robert Browning. Litteraturkritiken under 1900-talet ökade gradvis uppmärksamheten på likheterna mellan den viktorianska poesin och modernismen.
Tennyson var poet laureate, hovpoet, i Storbritannien under stora delar av drottning Viktorias regeringstid. Han beskrevs av T.S. Eliot som "den störste mästaren på meter, liksom på melankoli", och som den som ägde "det bästa språkörat hos någon engelsk poet sedan Milton". Matthew Arnolds rykte som poet har "under de senaste årtiondena [...] dramatiskt minskat."
Mot slutet av 1800-talet började engelska poeter att intressera sig för fransk symbolism och den viktorianska poesin gick in i en dekadent fin-de-siècle-fas. Två grupper av poeter framträdde på 1890-talet. Till Gula Boken-poeterna som anslutit sig till grunderna i esteticism, räknas bland andra Algernon Charles Swinburne, Oscar Wilde och Arthur Symons. Till “Rhymers’ Club”-gruppen räknas bland andra Ernest Dowson, Lionel Johnson och irländaren William Butler Yeats. Den sistnämnde gick vidare till att bli en viktig modernist på 1900-talet. År 1896 publicerade Alfred Edward Housman A Shropshire lad på egen bekostnad.
Till författarna av komiska dikter räknas bland andra dramatikern, librettisten, författaren och illustratören W.S. Gilbert (1836–1911). Han är mest känd för sina fjorton komiska operor, som producerades i samarbete med kompositören sir Arthur Sullivan; operor av vilka de mest kända är H.M.S. Pinafore och The Pirates of Penzance.

#### Amerikansk poesi

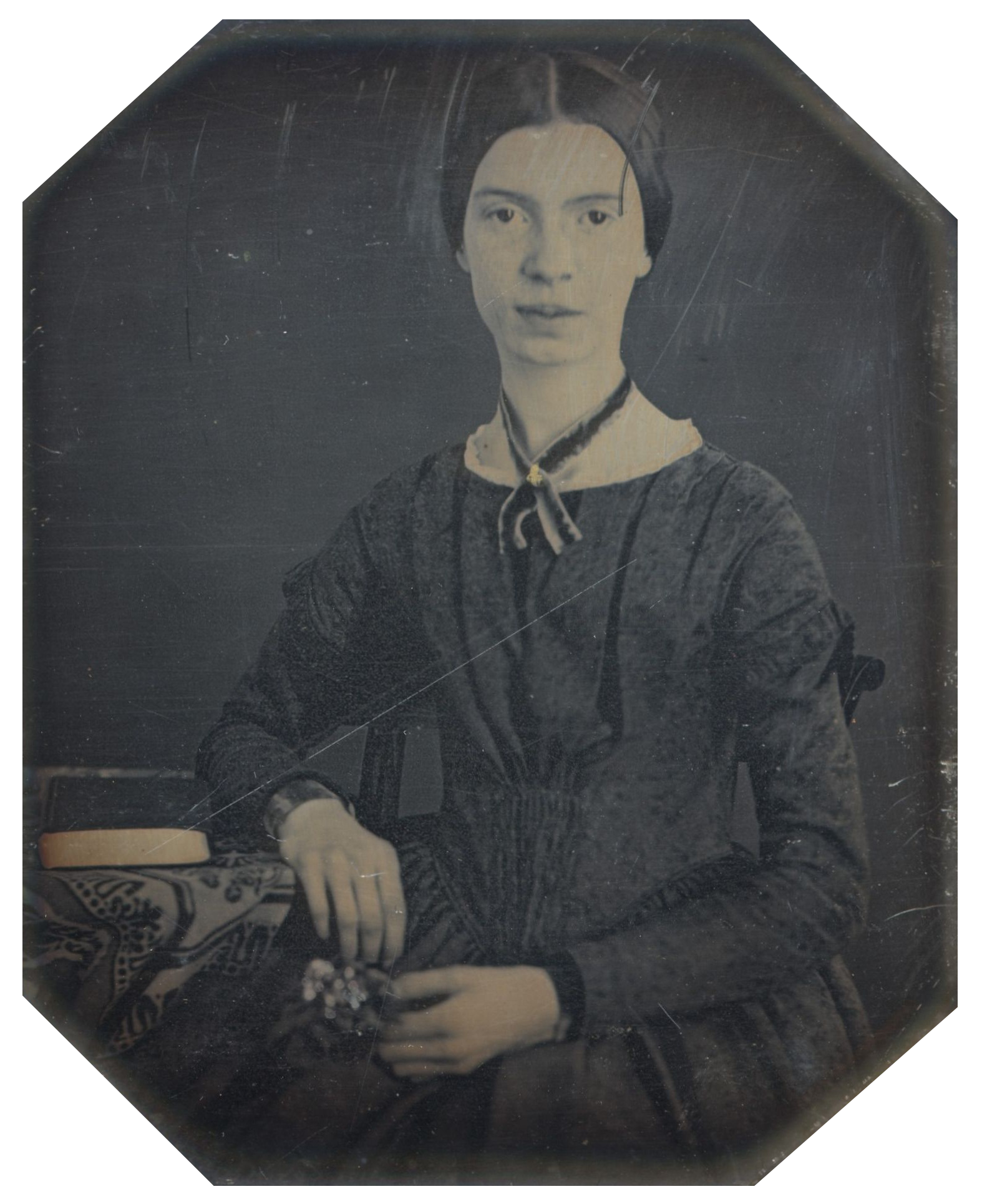
Emily Dickinson, en av de största amerikanska poeterna under 1800-talet.

Amerika har också producerat stora poeter under 1800-talet, som Emily Dickinson (1830–1886) och Walt Whitman (1819–1892). USA:s två största 1800-talspoeter kunde knappast ha varit mer olika i temperament och stil. Walt Whitman (1819–1892) var arbetare, resenär, självutnämnd sjuksköterska under amerikanska inbördeskriget (1861–1865), och en poetisk nydanare. Hans stora arbete var Leaves of Grass, där han använder en fritt flödande vers och rader av oregelbunden längd för att skildra hur den allomfattande amerikanska demokratin. Emily Dickinson (1830–1886), å andra sidan, levde ett skyddat liv som förnäm, ogift kvinna i den lilla staden Amherst, Massachusetts. Inom en formell struktur rymmer hennes poesi klokheter, kvickheter i ett vackert språk med psykologiskt djup. Hennes verk var okonventionellt för samtidens läsare, och lite av det publicerades under hennes livstid.

### Viktorianskt drama
En förändring kom i den viktorianska eran med ett överflöd av farser, viktorianska burlesker, extravaganzas och komiska operor på scenerna i London, som tävlade med pjäser av Shakespeare och allvarliga dramer av James Planché och Thomas William Robertson. 1855 började German Reed Entertainments en process för att höja nivån på den (tidigare vågade) musikalgenren i Storbritannien, som kulminerade i den berömda serie av komiska operor av Gilbert och Sullivan och följdes av 1890-talet då de första Edvardianska musikaliska komedierna kom. Teaterpjäserna började snabbt gå längre under den viktorianska perioden. Eftersom transporterna förbättrades, fattigdomen i London minskade, och gatubelysningen gjorde det säkrare att resa på nätterna, ökade antalet potentiella kunder för det växande antal teatrar enormt. Pjäser kunde köra längre och fortfarande dra publiken, vilket leder till högre vinster och mer exklusiva produktioner. Den första pjäsen att spelas i över 500 föreställningar komedin Our Boys, som hade premiär 1875. Dess häpnadsväckande rekord på 1 362 föreställningar besegrades 1892 av Charleys tant. Flera av Gilbert och Sullivans komiska operor bröt 500-föreställningsgränsen, som börjar med H.M.S. Pinafore 1878, och Alfred Cellier och B. C. Stephensons succé från 1886, Dorothy, spelades i 931 föreställningar. Efter W.S. Gilbert, blev Oscar Wilde den ledande poeten och dramatikern i slutet av den viktorianska perioden. Framför allt Wildes pjäser som fortfarande spelas, till skillnad från många bortglömda författare från den viktorianska eran, och har en mycket närmare relation till de edwardianska dramatikerna som den irländske pjäsförfattaren George Bernard Shaw (1856–1950), vars karriär började under det sista decenniet av det 1800-talet. Wildes komiska mästerverk, Mister Earnest (1895), sätter upp en ironisk spegel mot aristokratin och visar hur Wilde behärskade både kvickhet och paradoxal vishet.

## 1900-talslitteratur

### Modernism: 1901–1922
Den engelska litterära modernismen utvecklades i början av 1800-talet ur en allmän känsla av missnöje med den viktorianska erans inställningar kring visshet, konservatism, och tro på idén om en objektiv sanning. Rörelsen påverkades av idéer av bland andra Charles Darwin (1809–1882), Ernst Mach (1838–1916), Henri Bergson (1859–1941), Friedrich Nietzsche (1844–1900), James George Frazer (1854–1941), Karl Marx (1818–1883) (Kapitalet, 1867), och Sigmund Freuds (1856–1939) psykoanalytiska teorier. Kontinentens konstströmningar, impressionismen och senare kubismen hade också en viktig roll. Viktiga litterära föregångare till modernismen var: Fjodor Dostojevskij (1821–1881), Walt Whitman (1819–1892); Charles Baudelaire (1821–1867); Rimbaud (1854–1891) och August Strindberg (1849–1912).
En viktig brittisk poet under ett av de första decennierna av 1900-talet var Thomas Hardy (1840–1928). Trots att Hardy inte var en modernist, utgjorde han en viktig övergång mellan den viktorianska eran och 1900-talet. Hardy blev känd som författare redan i slutet av 1800-talet, men levde ända in i det tredje decenniet av det 1900-talet, även om han bara publicerade poesi under denna period. En annan viktig person som utgjorde en övergång mellan viktorianerna och modernisterna var romanförfattaren Henry James (1843–1916), som fortsatte att publicera stora romaner in i 1900-talet, inklusive The Golden Bowl (1904). Den Polen-födde modernistiske författaren Joseph Conrad (1857–1924) publicerade sitt första betydelsefulla verk, Mörkrets Hjärta, 1899 och Lord Jim 1900. Den viktorianske Gerard Manley Hopkins (1844–1889) originella dikter publicerades inte förrän 1918, långt efter hans död, medan en annan stor modernistisk poet, Irländare W. B. Yeats (1865–1939), började skriva sent i den viktorianska eran. Han var en av de främsta författarna under den engelska litteraturen.

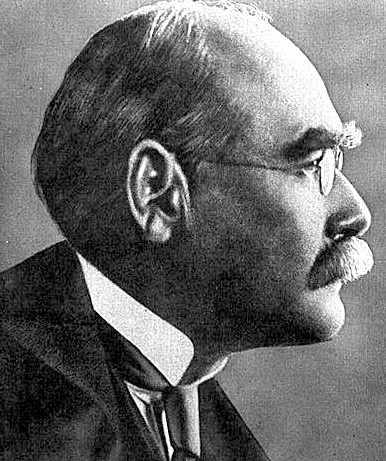
Rudyard Kipling.

Bland de författare som inte anses vara modernister under den här tiden finns H.G. Wells (1866–1946), John Galsworthy (1867–1933), (Nobelpris i litteratur 1932), som skrev Forsytesagan (1906–1921), och E.M. Forster (1879–1970), men Forsters arbete "anses ofta ha både modernistiska och viktorianska inslag". I Forsters mest kända verk, En färd till Indien, 1924, presenteras flera utmaningar till imperialismen, medan hans tidigare romaner undersökt begränsningar och hyckleri i det edvardianska samhället i England. Den mest populäre brittiske författaren under de första åren av 1900-talet var utan tvekan Rudyard Kipling (1865–1936), en mycket mångsidig författare av romaner, noveller och dikter.
En annan viktig tidig modernistpoet var den amerikanskfödde poeten T.S. Eliot (1888–1965). Eliot blev brittisk medborgare 1927 men gick sin utbildning i USA. Hans mest kända verk är: "J. Alfred Prufrocks kärlekssång" (1915), Det öde landet (1921) och Fyra kvartetter (1935–1942).
Bland de författare som, tillsammans med Joseph Conrad, räknas till de viktiga tidiga modernisterna, finns Dorothy Richardson (1873–1957), vars roman Pointed Roof (1915) är ett av de tidigaste exemplen på tekniken inre monolog, och D.H. Lawrence (1885–1930), som publicerade Regnbågen 1915, även om den omedelbart blev konfiskerad av polisen och Kvinnor som älska 1920. 1922 kom irländaren James Joyces viktiga modernistiska roman Ulysses. Ulysses har kallats "en demonstration och summering av hela rörelsen".
I början av 1930-talet kom den kinesiskfödda amerikanskan Pearl S. Buck med en serie romaner som skildrar livet i Kina, något som fick stor uppmärksamhet, inte minst när hon fick Nobelpriset i litteratur redan 1938, "för sina rika och verkligt episka skildringar ur kinesiskt bondeliv och för sina biografiska mästerverk".

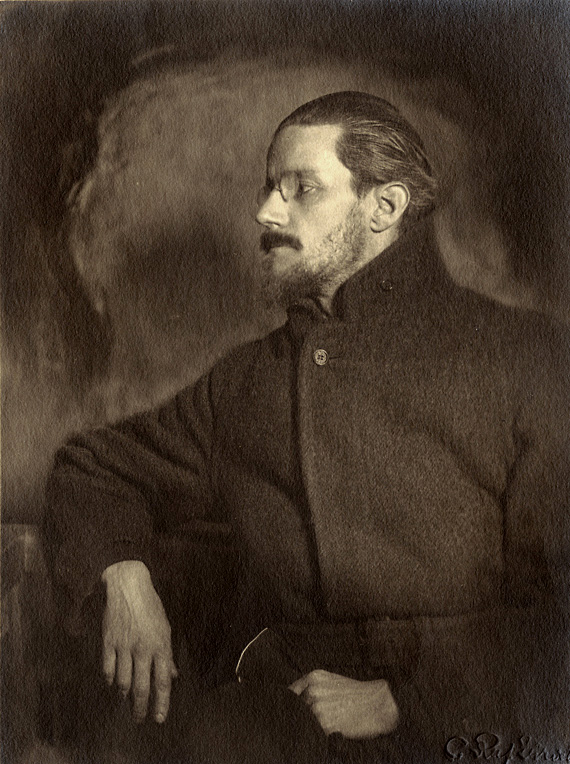
James Joyce, 1918.

### Modernismen under 1920- och 1930-talen
Den modernistiska rörelsen fortsatte under 1920- och 1930-talen och även efteråt.

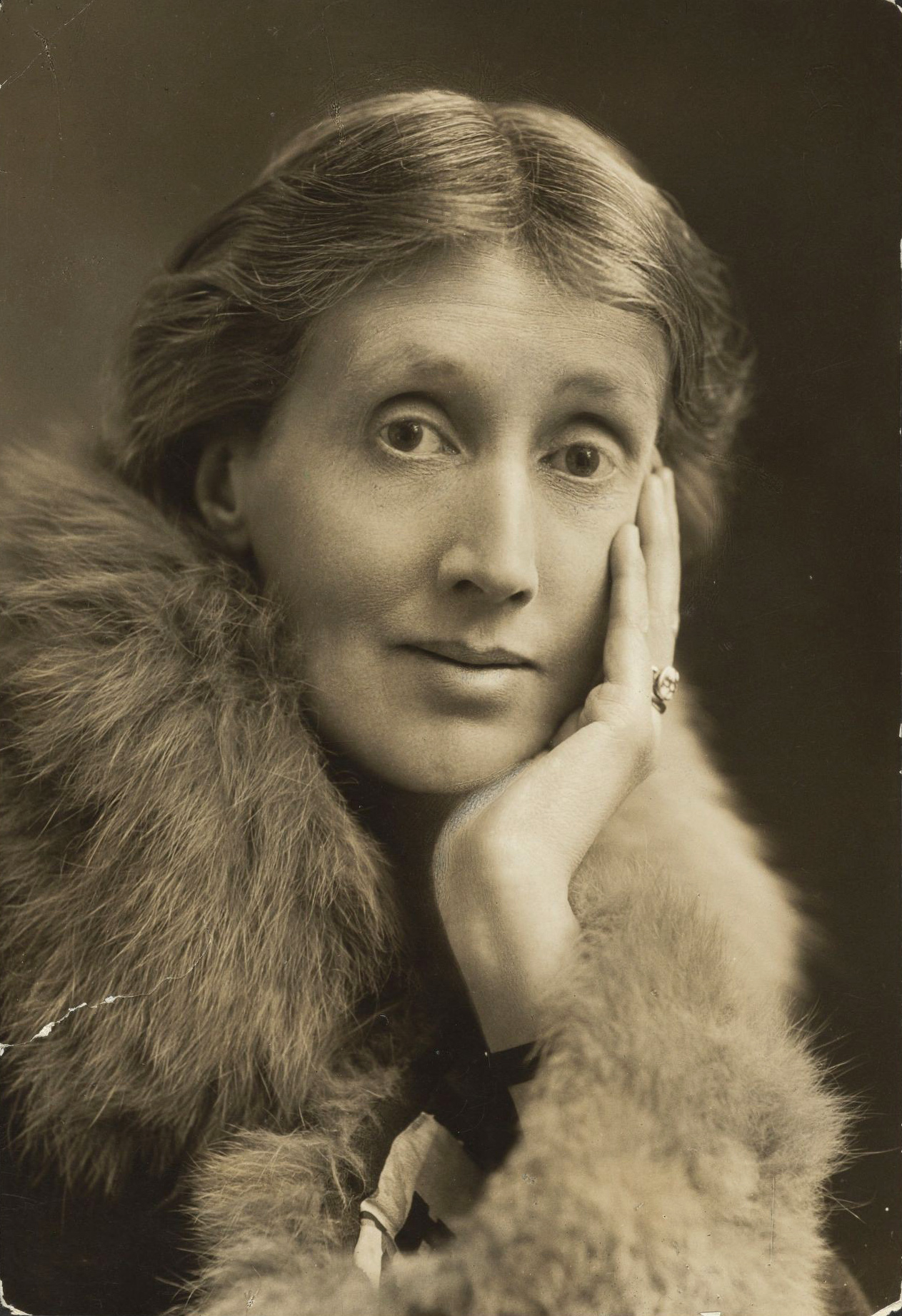
Virginia Woolf, 1927.

Viktiga brittiska författare mellan världskrigen, var den skotske poeten Hugh MacDiarmid (1892–1978), som började publiceras på 1920-talet, och författaren Virginia Woolf (1882–1941), som var en inflytelserik feminist och en stor stilistisk innovatör inom inre monolog-tekniken med romaner som Mrs Dalloway (1925) och Mot fyren (1927). T.S. Eliot hade börjat detta försök att återuppliva det poetiska dramat med Sweeney Agonistes 1932, och detta följdes av andra, inklusive ytterligare tre pjäser efter kriget. In parenthesis är en modernistisk episk dikt som bygger på författaren David Jones (1895–1974) erfarenheter av första världskriget, och som publicerades 1937.
Aldous Huxley (1894–1963) publicerade sin berömda dystopi Du sköna nya värld 1932, samma år som John Cowper Powys A Glastonbury Romance. Samuel Beckett (1906–1989) publicerade sitt första större verk, romanen Murphy 1938. Samma år publicerades Graham Greenes (1904–1991) första stora roman Brighton Rock. 1939 publicerade James Joyces Finnegans Wake, i vilken han skapade ett speciellt språk för att beskriva medvetandet hos en drömmande karaktär. Det var också 1939 som en annan irländsk modernistisk poet, W. B. Yeats, dog. Den brittiske poeten W.H. Auden (1907 – 1973) var en annan betydande modernist på 1930-talet.

### Efter modernismen: 1940 till 2000
Vissa har ansett att modernismen slutade cirka 1939, när det gäller engelsk litteratur. "Frågan när (om) modernismen ebbade ut och postmodernismen började har debatterats nästan lika hett som när övergången från viktorianism till modernismen inträffade". I själva verket levde och publicerade ett antal modernister fortfarande på 1950- och 1960-talen, inklusive T. S. Eliot, Dorothy Richardson och Ezra Pound. Dessutom publicerade Basil Bunting, född 1901, mycket lite tills Briggflatts 1965 och Samuel Beckett, född i Irland 1906, fortsatte att producera betydande verk  fram till 1980-talet, även om vissa ser honom som en post-modernist.

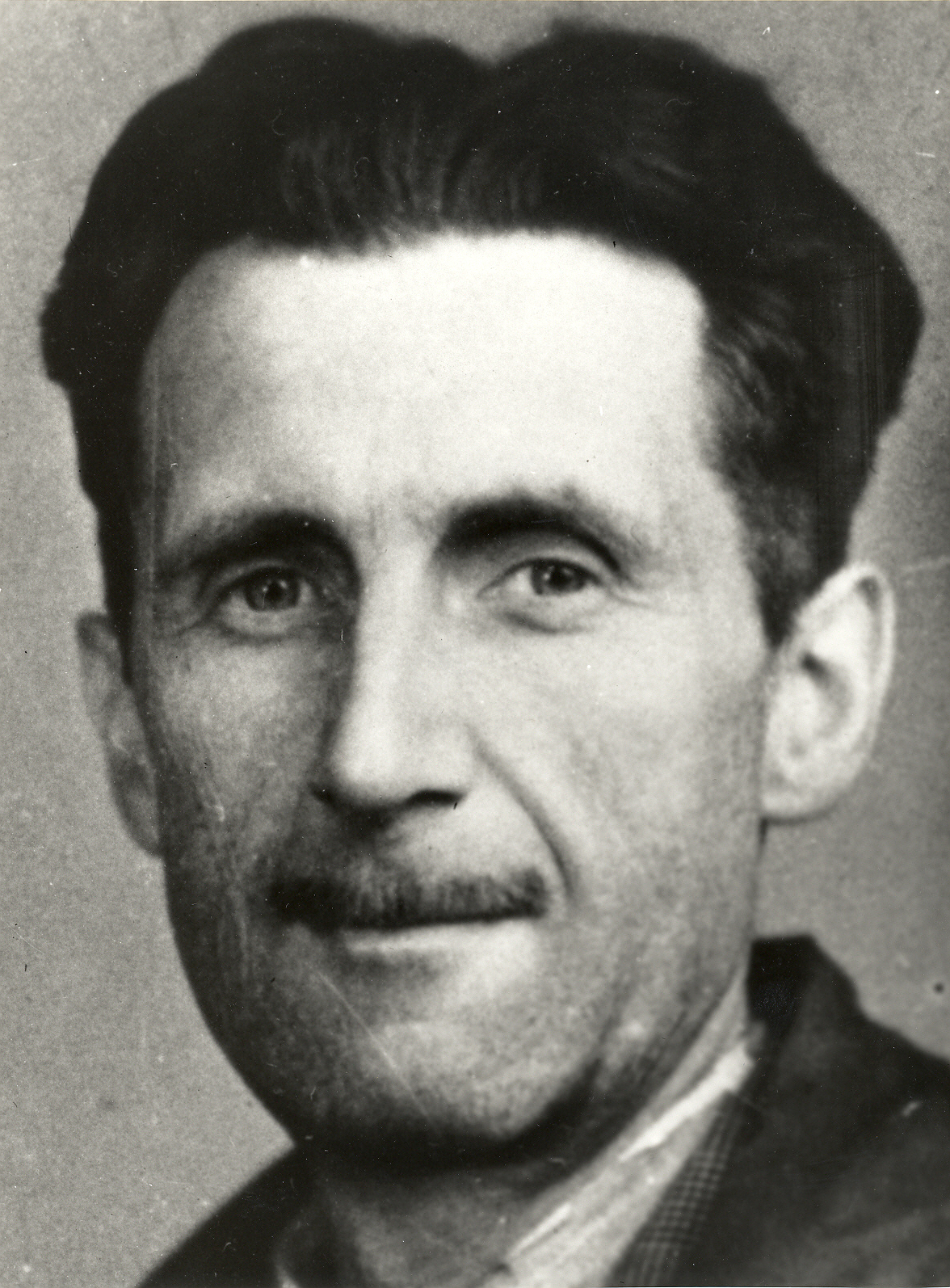
George Orwell, 1933.

Några namnkunniga brittiska författare under 1940- och 1950-talen var poeten Dylan Thomas och romanförfattaren Graham Greene, vars verk sträcker sig från 1930-talet till 1980-talet, medan Evelyn Waugh och W. H. Auden fortsatte att publicera fram till 1960-talet.
Postmodern litteratur är både en fortsättning av det experiment som förespråkas av författarna i den modernistiska perioden (som i hög grad förlitar sig på till exempel fragmentering, paradoxer, tvivelaktiga berättare, etc.) och som en reaktion mot upplysningens idéer som fanns implicit i den modernistiska litteraturen. Den postmoderna litteraturen, som postmodernismen som helhet, är svår att definiera och det råder stor oenighet kring dess exakta egenskaper, omfattning och vikt. Bland postmoderna författare finns amerikanerna Henry Miller, William S. Burroughs, Joseph Heller, Kurt Vonnegut, Hunter S. Thompson, Truman Capote och Thomas Pynchon.

#### Romanen
1947 publicerade Malcolm Lowry Under vulkanen, medan George Orwells satir över totalitarism, 1984, publicerades 1949. Andra författare som skrev på 1950-talet och senare var: Anthony Powell vars tolvvolymsroman A dance to the music of time är en komisk granskning av rörelser och seder, makt och passivitet i det engelska politiska, kulturella och militära livet i mitten av 1900-talet. Nobelpristagaren William Goldings allegoriska roman Flugornas herre 1954, undersöker hur människokulturen misslyckas, genom att ta exemplet med en grupp brittiska skolpojkar blir strandsatta på en öde ö. Filosofen Iris Murdoch var en produktiv författare av romaner under andra hälften av 20-talet, som arbetar särskilt med sexuella relationer, moral, och kraften i det omedvetna. Den skotska författaren Muriel Spark har tänjt på realismens gränser i sina romaner. Miss Jean Brodies bästa år (1961) tar ibland läsaren snabbt in i en avlägsen framtid, för att se de olika öden som drabbar dess rollfigurer. Anthony Burgess är särskilt ihågkommen för sin dystopiska roman En apelsin med urverk (1962), som utspelar sig i en inte alltför avlägsen framtid.

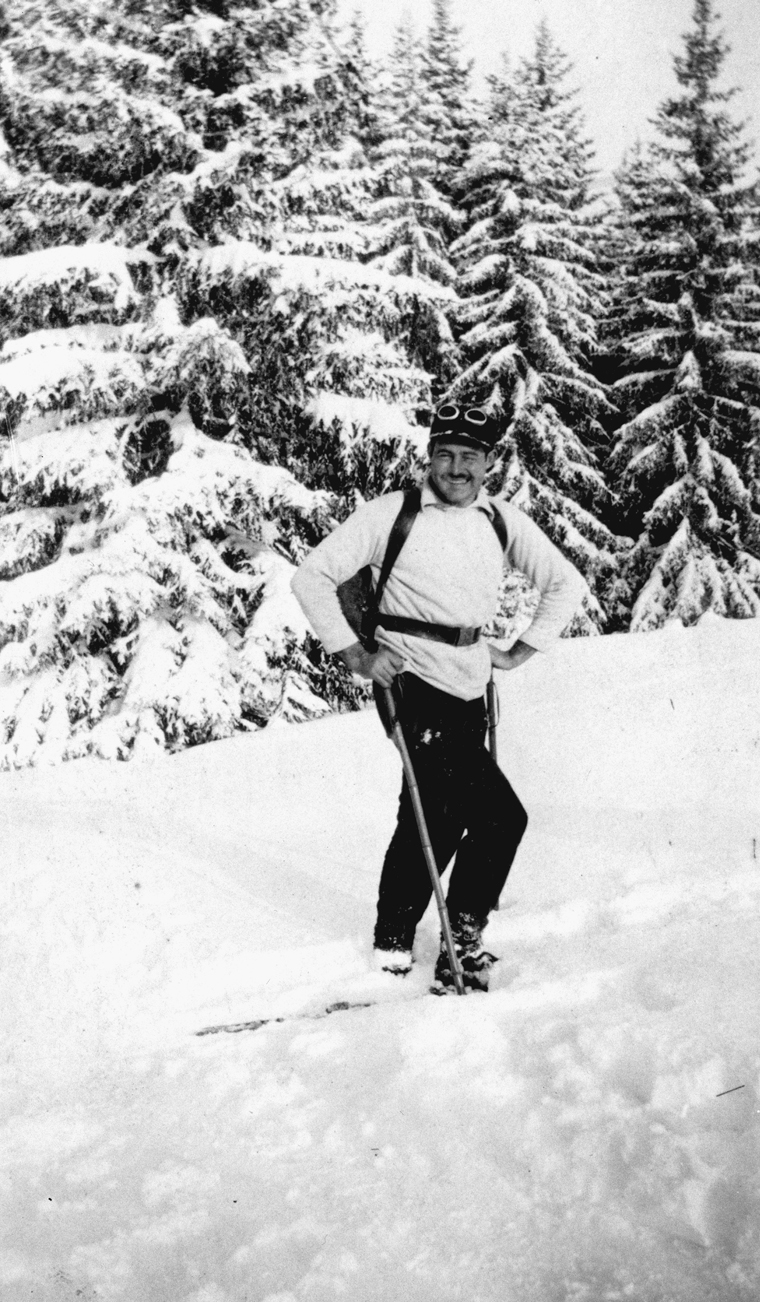
Ernest Hemingway, 1927.

I Nordamerika producerade William Faulkner och Ernest Hemingway romaner som inspirerat flera efterföljare. Faulker skrev i den modernistiska traditionen, medan Hemingway var en pionjär med sin så kallade isbergstekniken, något som bland annat fick efterföljare inom det som har kallats den hårdkokta skolan. Bägge fick nobelpriset i litteratur.
En inflytelserik författare, vars böcker också fått utstå mycket kritik var Ayn Rand. Hennes mest kända verk, Urkällan (1943) och Och världen skälvde (1957), är idépolitiska romaner som skildrar individens kamp mot överhet, normer, kollektiv likriktning och myndigheters övertramp.
Skottland har i slutet av 1900-talet fått fram flera viktiga författare, bland annat författaren till How Late it Was, How Late, James Kelman, som likt Samuel Beckett kan skapa humor av de mest fasansfulla situationer, och Alasdair Gray, vars Lanark: A Life in Four Books (1981) är en dystopisk fantasyberättelse som utspelar sig i en surrealistisk version av Glasgow vid namn Unthank.
Två betydande irländska författare är John Banville (född 1945) och Colm Tóibín (född 1955). Martin Amis (född 1949), Pat Barker (född 1943), Ian McEwan (född 1948) och Julian Barnes (född 1946) är andra framträdande brittiska författare i slutet av 1900-talet.
Med början i mitten av 1980-talet har den brittiska författaren Jeanette Winterson fått internationell ryktbarhet, inte minst för sin debutroman Det finns annan frukt än apelsiner, som ligger nära det självbiografiska berättandet om hennes uppväxt i en strängt pingstkyrklig familj.

#### Drama
En viktig kulturell rörelse i brittisk teater som utvecklades i slutet av 1950-talet och början av 1960-talet var diskbänksrealism, en term som myntades för att beskriva konst, böcker, film och TV-teater. Termen "arga unga män" tillämpas ofta på medlemmar av denna konstnärliga rörelse. Diskbänksrealism använder en typ av social realism som skildrar arbetarklassens inhemska liv, för att utforska sociala frågor och politiska frågor. Efterkrigstidens "salongspjäser" ("drawing room play"), av dramatiker som exempelvis Terence Rattigan och Noël Coward utmanades på 1950-talet av dessa Arga Unga Män, i pjäser som John Osbornes Look Back in anger (1956).
Det absurda dramat I väntan på Godot (1955), av den irländska författaren Samuel Beckett påverkade det brittiska dramat djupt. Bland annat påverkades Harold Pinter (född 1930), (Födelsedagskalaset, 1958), vars verk ofta kännetecknas av hot eller klaustrofobi. Beckett har också påverkat Tom Stoppard (född 1937) (Rosencrantz och Gyllenstjärna är döda, 1966). Stoppards verk är dock också kända för sin uppsluppna humor och stora utbud av intellektuella frågor som han behandlar i olika pjäser. 
Ett viktigt nytt inslag i det brittiska dramat, från radions början på 1920-talet, var när BBC radio beställde pjäser eller framförde befintliga pjäser. Detta var speciellt viktigt under 1950- och 1960-talen (och från 1960-talet för TV). Många av de stora brittiska dramatikerna började i själva verket sin karriär på BBC, eller fick sina verk anpassade för radio, inklusive Caryl Churchill och Tom Stoppard vars "första professionella produktion var i femtonminutersprogrammet Just Before Midnight på BBC Radio, som visade upp nya dramatiker". John Mortimer gjorde sin radiodebut som dramatiker 1955, när en adaption av hans roman Like Men Betrayed gjordes för BBC Light Programme. Andra anmärkningsvärda radiodramatiker är Brendan Behan och författaren Angela Carter.
Bland de mest kända verk som skapats för radio, är Dylan Thomas Intill mjölkhagen (1954), Samuel Becketts Alla dem som falla (1957), Harold Pinters A Slight Ache (1959) och Robert Bolts A Man for All Seasons (1954).

#### Poesi
Stora poeter som T. S. Eliot, W. H. Auden och Dylan Thomas publicerades fortfarande under denna period. Trots att W. H. Audens (1907–1973) karriär började på 1930- och 1940-talen publicerade han flera volymer på 1950-talet och 1960-talet. Hans ställning i den moderna litteraturen har debatterats, men den vanligaste ståndpunkten hos recensenter har varit att han tillhör de tre stora 1900-talspoeterna från Storbritannien, och han har betraktats som arvinge till Yeats och Eliot.
Till de nya poeter som inledde sin karriär på 1950-talet och 1960-talet räknas Philip Larkin (1922–1985) (The Whitsun Weddings, 1964), Ted Hughes (1930–1998) (The Hawk in the Rain, 1957) och nordirländaren Seamus Heaney (1939–2013) (Death of a Naturalist, 1966). Nordirland har också producerat ett antal andra betydelsefulla poeter, däribland Derek Mahon och Paul Muldoon. Under 1960- och 1970-talen uppstod rörelsen "Marspoesi" ("Martian poetry") som syftade till att bryta det bekantas grepp, och beskriva vanliga saker på ett främmande sätt, som, till exempel, genom ögonen på en besökare från Mars. De poeter som är mest förknippade med den rörelsen är Craig Raine och Christopher Reid.
En annan litterär rörelse under denna period var British Poetry Revival, en omfattande samling av grupperingar med undergrupper som producerade estradpoesi, ljudpoesi och konkret poesi. Mersey Beat-poeterna var samlingsnamnet för Adrian Henri, Brian Patten och Roger McGough. Deras arbete var ett självmedvetet försök att skapa en engelsk motsvarighet till den amerikanska beat-rörelsen. Andra anmärkningsvärda poeter från senare delen av 1900-talet är walesaren R. S. Thomas, Geoffrey Hill, Charles Tomlinson och Carol Ann Duffy. Geoffrey Hill (född 1932) anses vara en av de mest framstående engelska poeterna i sin generation, Charles Tomlinson (född 1927) är en annan viktig engelsk poet från en äldre generation, men han ”har sedan sin första publikation 1951, byggt en karriär som rönt större intresse på den internationella scenen än i hans hemland England”.

#### Facklitteratur
Bland de facklitterära författare som rönt mest uppmärksamhet med början under 1900-talets första del finns namn som Napoleon Hill, vars bok Tänk rätt, bli framgångsrik! (1937) var med och startade en våg av självhjälpslitteratur, med efterföljare såsom Stephen Coveys 7 goda vanor (1989) och Deepak Chopras Transcendental Meditation-inspirerade böcker (1980-talet och framåt).
En annan produktiv författare är L. Ron Hubbard, vars böcker under rubriken dianetik (varav den första publicerades 1950) skapat den kontroversiella scientologirörelsen, med drag från Hubbards bakgrund som kiosklitteratursförfattare.

#### Författare från brittiska samväldet

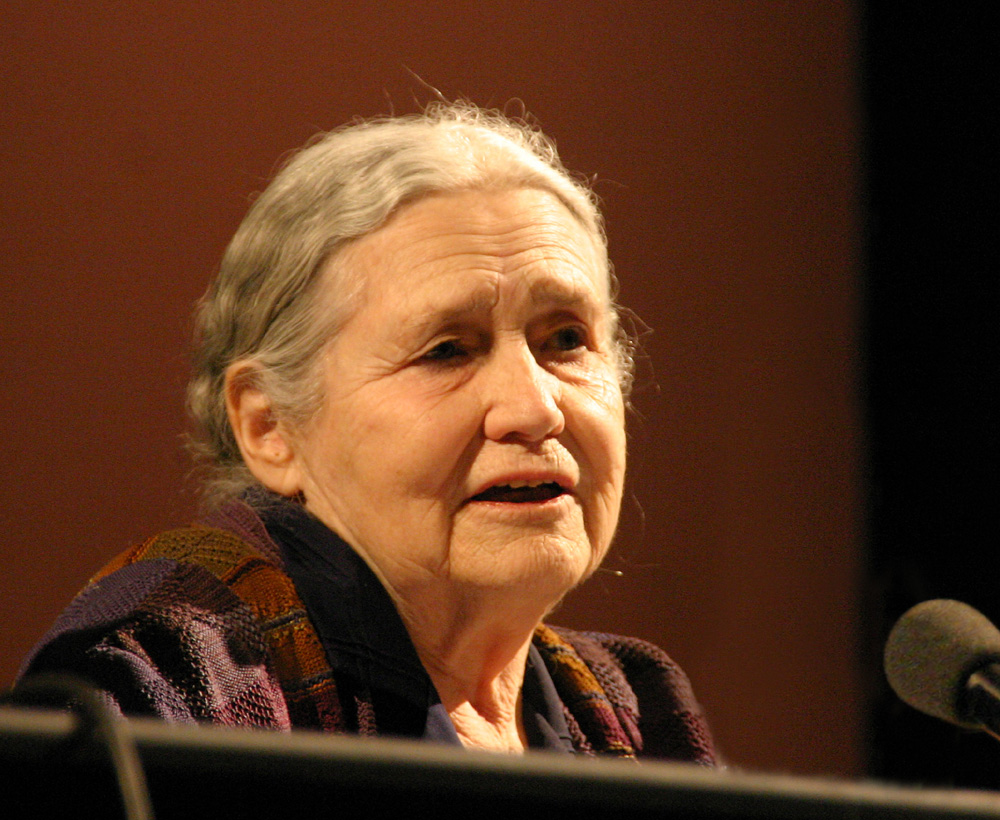
Doris Lessing, Köln, 2006.

Från 1950-talet och framöver kom ett betydande antal stora författare från länder som under århundraden hade varit koloniserade av britter (frånsett Amerika som hade producerat betydande författare från åtminstone  den viktorianska perioden). Det har naturligtvis funnits ett par viktiga verk på engelska innan 1950 från vad som då var det brittiska imperiet. Den sydafrikanska författaren Olive Schreiners berömda roman Under Afrikas himmel: historien om en farm i Kaplandet publicerades 1883 och nyzeeländaren Katherine Mansfield publicerade sin första novellsamling In a German Pension 1911. Den första stora romanförfattaren från den indiska subkontinenten som skrev på engelska, R. K. Narayan, började publicera i England på 1930-talet, tack vare uppmuntran av den engelske författaren Graham Greene. Den karibiska författaren Jean Rhys karriär började så tidigt som 1928, trots att hennes mest kända verk, Sargassohavet, inte publicerades förrän 1966. Sydafrikanen Alan Patons berömda roman På lösan sand gavs ut 1948. Doris Lessing från Södra Rhodesia, numera Zimbabwe, var en dominerande närvaro på den engelsktalande litterära scenen, och gav ut många böcker från 1950 och resten av 1900-talet. År 2007 fick hon Nobelpriset i litteratur.
Salman Rushdie är en annan författare som framträdde efter andra världskriget från en forna brittiska koloni (Indien) som permanent bosatte sig i Storbritannien. Rushdie uppnådde berömmelse med Midnattsbarnen 1981. Hans mest kontroversiella roman Satansverserna 1989, var delvis inspirerad av Muhammeds liv. V. S. Naipaul (född 1932), född i Trinidad, var en annan invandrare, som bland annat skrev Där floden flyter förbi (1979). Naipaul vann Nobelpriset i Litteratur 2001.
Från Nigeria kommer ett antal författare som har uppnått internationellt rykte för verk på engelska, inklusive författaren Chinua Achebe, liksom dramatiker Wole Soyinka. Soyinka vann Nobelpriset i litteratur 1986. Det gjorde också den sydafrikanska författaren Nadine Gordimer 1995. Andra sydafrikanska författare som skriver på engelska är romanförfattaren J. M. Coetzee (Nobelpriset 2003) och dramatikern Athol Fugard. Kenyas internationellt mest kända författare är Ngũgĩ wa Thiong' o som har skrivit romaner, pjäser och noveller på engelska. Poeten Derek Walcott, från St Lucia i Västindien, fick nobelpriset 1992. Australiensaren Patrick White, en stor författare under denna period, vars första arbete gavs ut 1939, fick priset 1973. Andra anmärkningsvärda australiska författare i slutet av denna period är poeten Les Murray, och författaren Peter Carey (född 1943), som är en av endast fyra författare som har vunnit Bookerpriset två gånger.

### Genrefiktion under 1900-talet
Många verk som publicerades under 1900-talet var exempel på genrelitteratur. Denna beteckning omfattar kriminalromaner, spionromaner, historiska romaner, fantasy, grafiska romaner, och science fiction.

#### Deckare
Efter framgångarna med Sherlock Holmes har deckargenren utvecklats med författare som Agatha Christie (1890–1976), som var en viktig författare av kriminalromaner, -noveller och -pjäser. Dels var hon produktiv med 80 detektivromaner såväl som framgångsrika pjäser för teatrarna i West End, dels var hon innovativ vad gäller berättargrepp inom deckargenren. Hennes rollfigurer Hercule Poirot och Miss Marple förekommer fortfarande i mitten på 2010-talet i nya berättelser av andra författare. Andra författare inom genren är Ellery Queen, John Dickson Carr och Dorothy Sayers som mellan 1930-talet och 1970-talet (men i synnerhet fram till andra världskriget) betraktades som några av de främsta inom deckarens guldålder. Andra nyligen uppmärksammade författare i denna genre är Ruth Rendell, P. D. James och skotten Ian Rankin. Erskine Childers Sandbankarnas gåta (1903), är ett tidigt exempel på spionromaner. En annan framstående författare i spiongenren var John le Carré, och inom thrillergenren skapade Ian Fleming 1953 rollfiguren James Bond.

#### Science fiction och fantasy
Bland de mest betydande författarna i genren fantasy var J.R.R Tolkien som skrev Bilbo och Sagan om ringen.  

En av de bäst säljande engelskspråkiga författarna någonsin fick sin debut 1997 med ungdomsboken Harry Potter och de vises sten. Boken blev början på J.K. Rowlings romanserie om den unge trollkarlen Harry Potter. Böckerna har sålt mer än 300 miljoner exemplar världen över, och har bland annat erkänts för att skapa ett intresse för läsning hos unga.

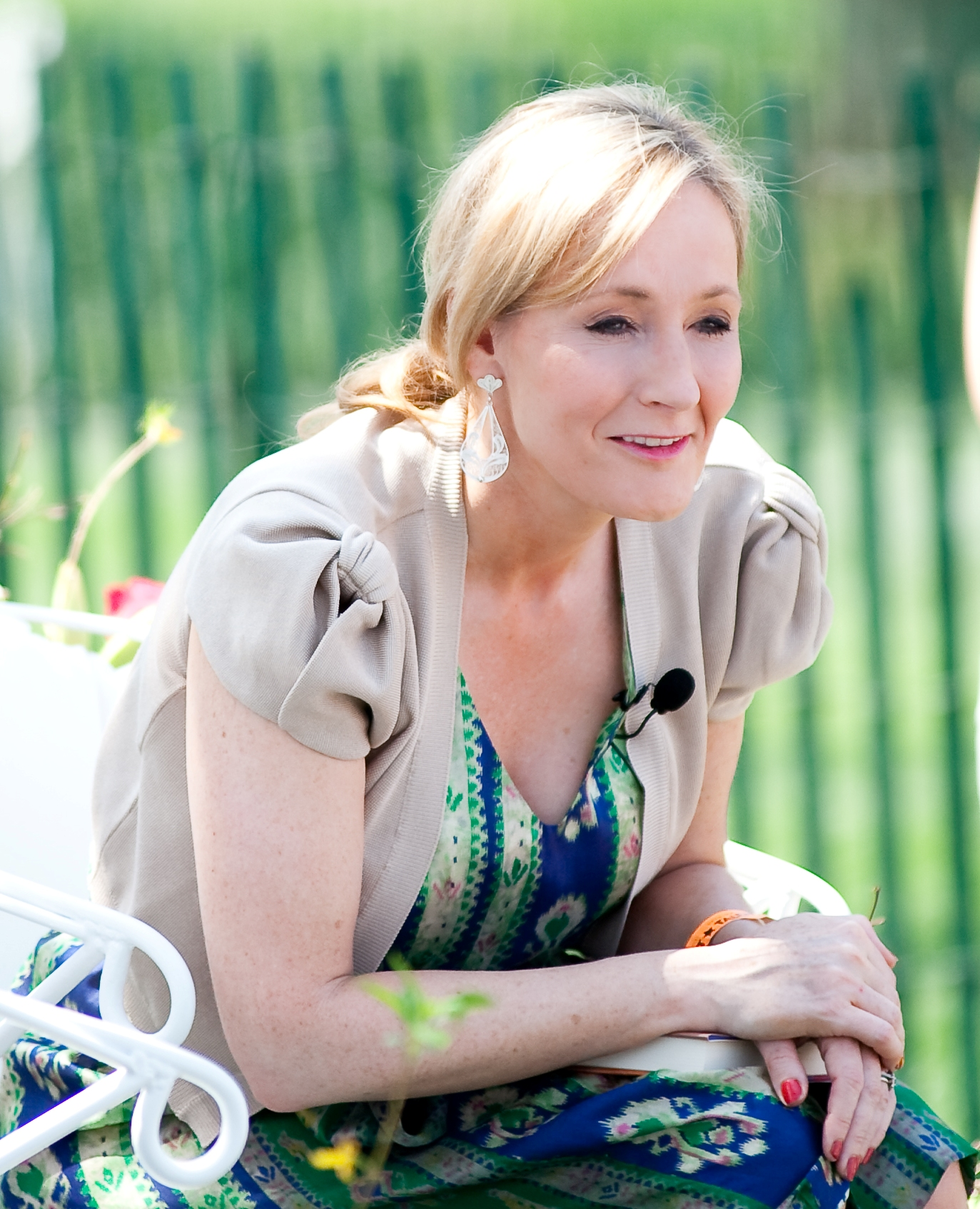
J.K. Rowling.

Philip Pullman är berömd för trilogin Den mörka materian. På samma sätt som fantasy under de senare decennierna av 1900-talet, började science fiction-genren tas mer på allvar. Detta var på grund av arbete av författare såsom Arthur C. Clarkes (2001: En rymdodyssé), och Michael Moorcock. En annan framstående författare i denna genre, Douglas Adams, är särskilt förknippad med det komiska science fiction-verket Liftarens Guide till Galaxen. Mainstream-författare som Doris Lessing och Margaret Atwood skrev också verk i denna genre.
Erkända författare inom området av serietidningar är Neil Gaiman och Alan Moore. Gaiman producerar också grafiska romaner.

#### Övriga genretexter
Mer komiska texter kom från författare som P.G. Wodehouse.
Georgette Heyer var en av de första författarna inom genren historisk romans. Den ungerskfödde Emma Orczy (1865–1947) skrev också i denna genre. Hennes pjäs Röda Nejlikan blev en favorit hos Londons teaterpublik, och spelades i mer än 2 000 föreställningar och blev en av de mest populära pjäserna i England.

## Nobelpristagare som skriver på engelska
- Rudyard Kipling (1907): Storbritannien (född i Brittiska Indien)
- Rabindranath Tagore (1913): Indien
- W. B. Yeats (1923): Irland
- George Bernard Shaw (1925): Irland
- Sinclair Lewis (1930): USA
- John Galsworthy (1932): Storbritannien
- Eugene O'Neill (1936): USA
- Pearl S. Buck (1938): USA
- T. S. Eliot (1948): Storbritannien (född i USA)
- William Faulkner (1949): USA
- Bertrand Russell (1950): Storbritannien
- Winston Churchill (1953): Storbritannien
- Ernest Hemingway (1954): USA
- John Steinbeck (1962): USA
- Samuel Beckett (1969): Irland (bodde i Frankrike stora delar av sitt liv)
- Patrick White (1973): Australien
- Saul Bellow (1976): USA (född i Kanada)
- Isaac Bashevis Singer (1978): USA (född i Polen)
- William Golding (1983): Storbritannien
- Wole Soyinka (1986): Nigeria
- Joseph Brodsky (1987): USA (född i Ryssland)
- Nadine Gordimer (1991): Sydafrika
- Derek Walcott (1992): St Lucia, Västindien
- Toni Morrison (1993): USA
- Seamus Heaney (1995): Irland
- V. S. Naipaul (2001): Storbritannien (född i Trinidad)
- J. M. Coetzee (2003): Sydafrika
- Harold Pinter (2005): Storbritannien
- Doris Lessing (2007): Storbritannien (uppvuxen i Zimbabwe)
- Alice Munro (2013): Kanada